# Liste der Biografien/Rus
Liste der Biografien |
Portal Biografien |
Personensuche
# |
A |
B |
C |
D |
E |
F |
G |
H |
I |
J |
K |
L |
M |
N |
O |
P |
Q |
R |
S |
T |
U |
V |
W |
X |
Y |
Z |
?
 
Ra |
Rb |
Rd |
Re |
Rh |
Ri |
Rj |
Rk |
Rl |
Rm |
Rn |
Ro |
Rr |
Rs |
Rt |
Ru |
Rv |
Rw |
Rx |
Ry |
Rz
 
Rua |
Rub |
Ruc |
Rud |
Rue |
Ruf |
Rug |
Ruh |
Rui |
Ruj |
Ruk |
Rul |
Rum |
Run |
Ruo |
Rup |
Rur |
Rus |
Rut |
Ruu |
Ruv |
Ruw |
Rux |
Ruy |
Ruz
Die Liste der Biografien führt alle Personen auf, die in der deutschsprachigen Wikipedia einen Artikel haben. Dieses ist eine Teilliste mit 931 Einträgen von Personen, deren Namen mit den Buchstaben „Rus“ beginnt.

## Rus
- Rus, Adrian (* 1996), rumänischer Fußballspieler
- Rus, Arantxa (* 1990), niederländische TennisspielerinArantxa Rus (* 1990)

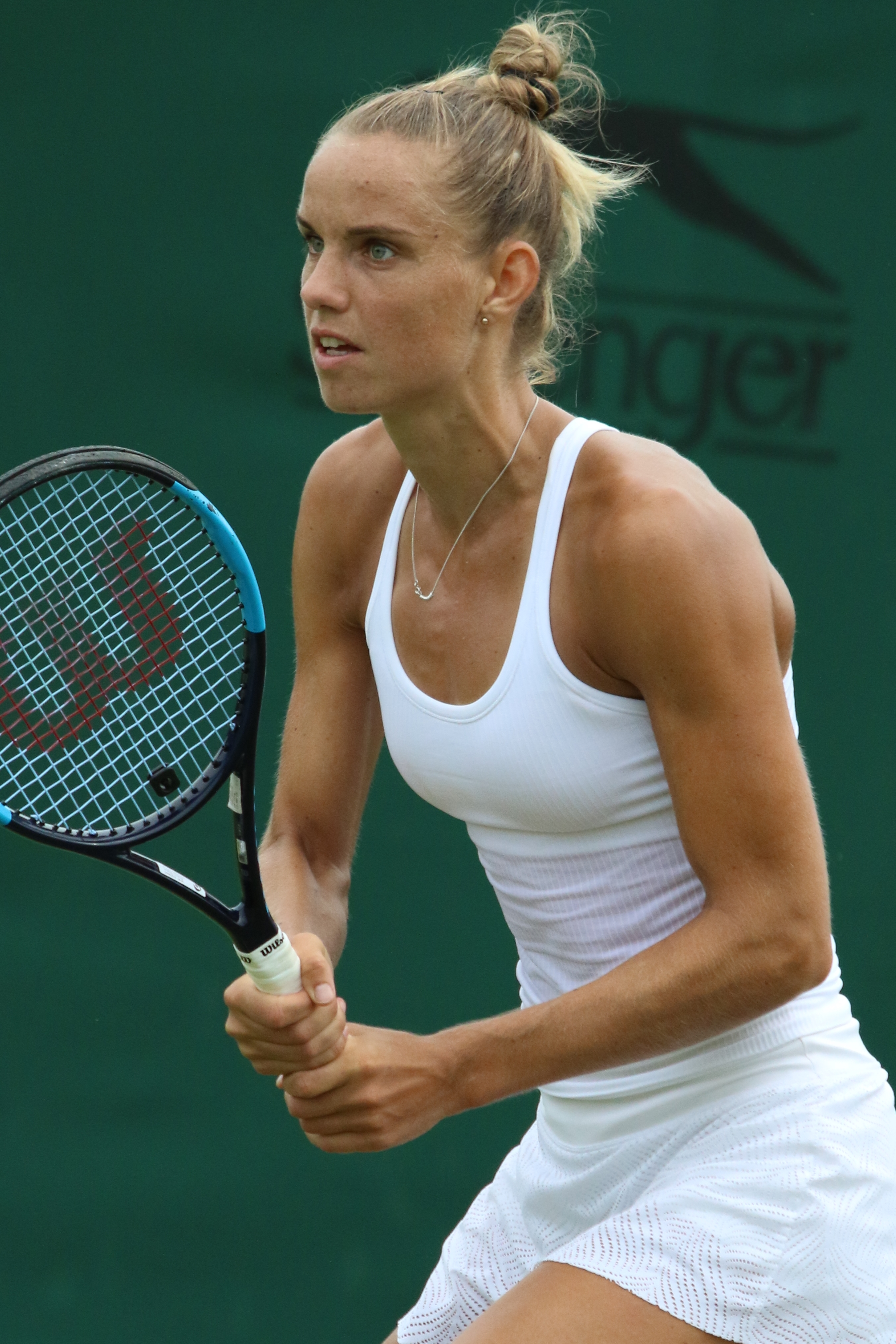
Arantxa Rus (* 1990)

- Rus, Daniela (* 1963), US-amerikanische Informatikerin
- Rus, Ioan (* 1955), rumänischer Politiker (Partidul Social Democrat)
- Rus, Jean, französischer Dichter
- Rus, Johann Reinhard (1679–1738), deutscher orientalischer Philologe, Gräzist und evangelischer Theologe
- Rus, Laura (* 1987), rumänische Fußballspielerin
- Rus, Laurențiu (* 1985), rumänischer Fußballspieler
- Rus, Maria (* 1983), rumänische Leichtathletin
- Rus, Sara (1927–2024), polnisch-argentinische Holocaustüberlebende, Zeitzeugin und Mutter der Plaza de Mayo
- Rus, Teodor (* 1974), rumänischer Fußballspieler
- Rus, Veljko (1929–2018), jugoslawischer bzw. slowenischer Soziologe

### Rusa
- Rusa, urartäischer König
- Rusa I., König von Urartu
- Rusa II., urartäischer König
- Rusa Rusaḫi, urarṭäischer Prinz oder König
- Ruşan, Esra (* 1983), türkische Schauspielerin
- Rusanen, Rosa (* 1992), finnische Schauspielerin
- Rusanowsky, Dan (* 1960), US-amerikanischer Sportkommentator

### Rusb
- Rusbridger, Alan (* 1953), britischer Journalist, Chefredakteur und HerausgeberAlan Rusbridger (* 1953)

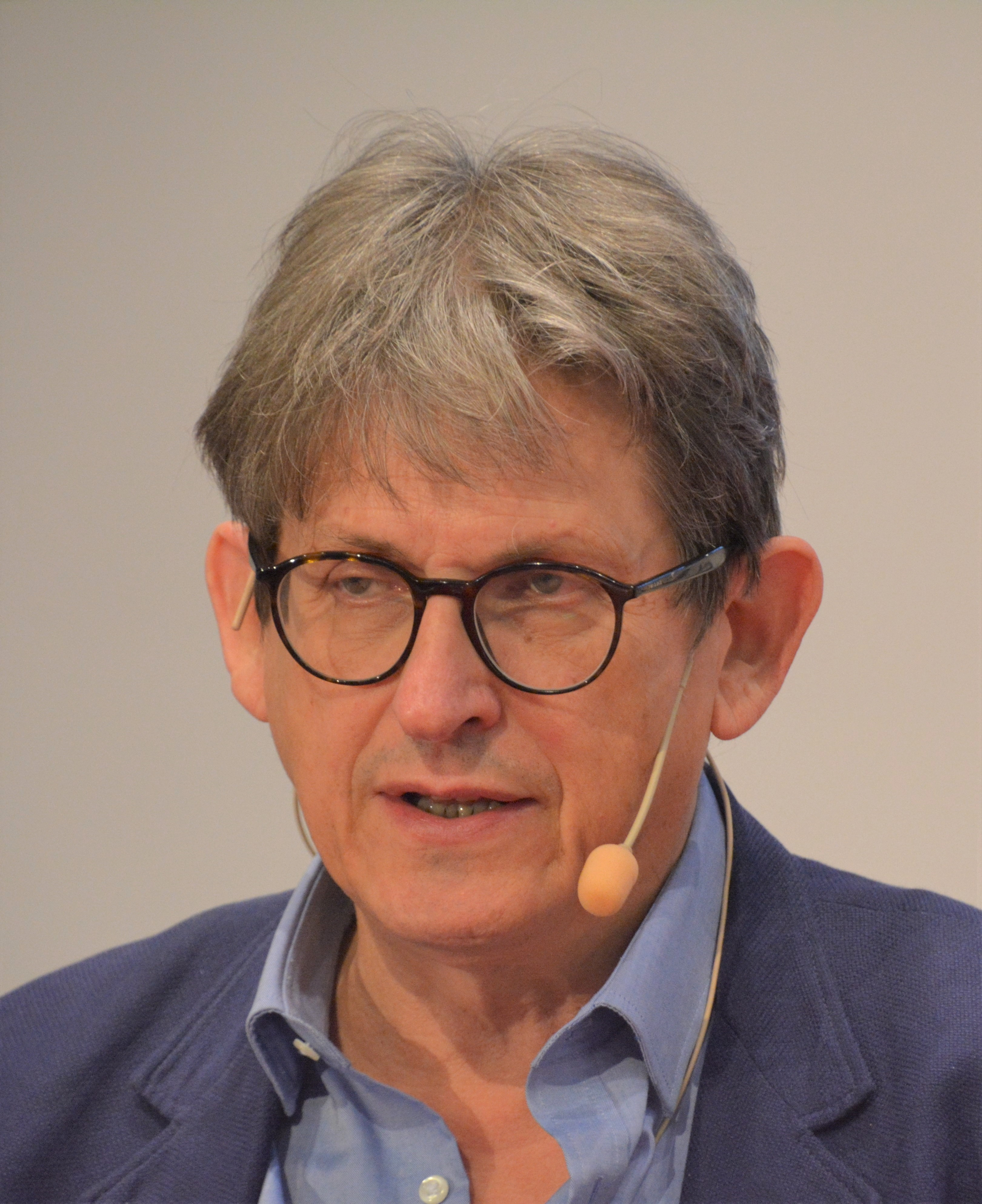
Alan Rusbridger (* 1953)

- Rusby, Kate (* 1973), britische Folksängerin

### Rusc
- Rusca, Bartolomeo (1680–1745), Schweizer Maler
- Rusca, Francesco Carlo (1693–1769), Schweizer Maler des Rokoko, Portraitmaler
- Rusca, Franchino (1786–1854), Schweizer Militär, Politiker und Tessiner Staatsrat
- Rusca, Franchino II. († 1412), Herr von Como, Graf von Lugano
- Rusca, Giovan Battista (1881–1961), Schweizer Rechtsanwalt, Politiker, Tessiner Grossrat, Nationalrat und Gemeindepräsident von Locarno
- Rusca, Giovanni Antonio (1780–1853), Schweizer Anwalt, Journalist, Politiker, Tessiner Grossrat und Staatsrat
- Rusca, Jean-Baptiste (1759–1814), französischer Arzt und Divisionsgeneral der Infanterie
- Rusca, Lotterio († 1419), Regent von Como, Graf von Lugano
- Rusca, Luigi (1762–1822), Schweizer Architekt
- Rusca, Luigi (1810–1880), Schweizer Bankier, Politiker, Tessiner Grossrat und Staatsrat
- Rusca, Nicolò (1563–1618), römisch-katholischer Erzpriester in Sondrio
- Ruscalleda, Carme (* 1952), spanische Köchin und Gastronomin
- Ruscelli, Girolamo († 1566), italienischer Gelehrter, Schriftsteller und Kartograf
- Rusch, Adolf († 1489), Drucker, Verleger und Geschäftsmann der Inkunabelzeit
- Rusch, Alexander (* 1978), deutscher Eishockeyspieler
- Rüsch, Alfred (1831–1892), österreichischer Maschinenbauingenieur, Maschinenfabrikant und Unternehmer
- Rusch, August (* 2000), österreichischer Fußballspieler
- Rusch, Bob (1943–2024), US-amerikanischer Jazz-Kritiker und Musikproduzent
- Rusch, Carl Wilhelm Otto (* 1836), deutscher Hof-Goldschmied, Juwelier und Unternehmer
- Rusch, Claudia (* 1971), deutsche Journalistin und Schriftstellerin
- Rusch, Egon (* 1928), österreichischer Boxer
- Rüsch, Ernst Gerhard (1917–1997), Schweizer Theologe und Bibliothekar
- Rüsch, Erwin, deutscher Historiker und Philosoph
- Rüsch, Gabriel (1794–1856), Schweizer Arzt, Publizist und Politiker
- Rusch, Gerhard (1884–1936), deutscher Reichsgerichtsrat
- Rusch, Hans Peter (1906–1977), deutscher Arzt
- Rusch, Heike (* 1976), deutsche Tennisspielerin
- Rusch, Heinz (1908–1965), deutscher Chefredakteur und Publizist
- Rusch, Horst (1939–2024), deutscher Politiker (SED), MdV und Gewerkschafter
- Rüsch, Hubert (1903–1979), deutscher Bauingenieur
- Rüsch, Ignaz (1861–1925), österreichischer Maschinenbauingenieur, Maschinenfabrikant und als Unternehmer
- Rusch, Jens (* 1950), deutscher Künstler
- Rusch, Jessica (* 1992), deutsche Schauspielerin
- Rusch, Johann Baptist (1844–1890), Schweizer Archivar und Politiker
- Rusch, Johann Baptist (1886–1954), Schweizer Redakteur und Publizist
- Rüsch, Josef Ignaz (1794–1855), schweizerisch-österreichischer Mühlenbauer, Fabrikant und Unternehmensgründer
- Rüsch, Karl-Heinz (1908–1986), deutscher Elektrotechniker und Politiker
- Rüsch, Karl-Werner (1937–2024), österreichischer Politiker (FPÖ), Landesrat und Landtagsabgeordneter von Vorarlberg
- Rusch, Kristine Kathryn (* 1960), US-amerikanische Schriftstellerin
- Rusch, Lorenz (* 2005), österreichischer Fußballspieler
- Rusch, Ludwig (1897–1979), deutscher Widerstandskämpfer und Parteifunktionär
- Rusch, Nicholas J. (1822–1864), US-amerikanischer Politiker
- Rusch, Oskar (1884–1935), deutscher sozialistischer Politiker und Gewerkschafter, MdL
- Rusch, Paul (1899–1970), deutscher Fußballfunktionär
- Rusch, Paulus (1903–1986), deutscher Geistlicher, Bischof der Diözese Innsbruck
- Rusch, Regina (1945–2017), deutsche Kinder- und Jugendbuchautorin
- Rusch, Thomas (* 1962), deutscher Fotograf
- Rusch, Veronika (* 1968), deutsche Juristin und Schriftstellerin
- Ruscha, Edward (* 1937), US-amerikanischer KünstlerEdward Ruscha (* 1937)

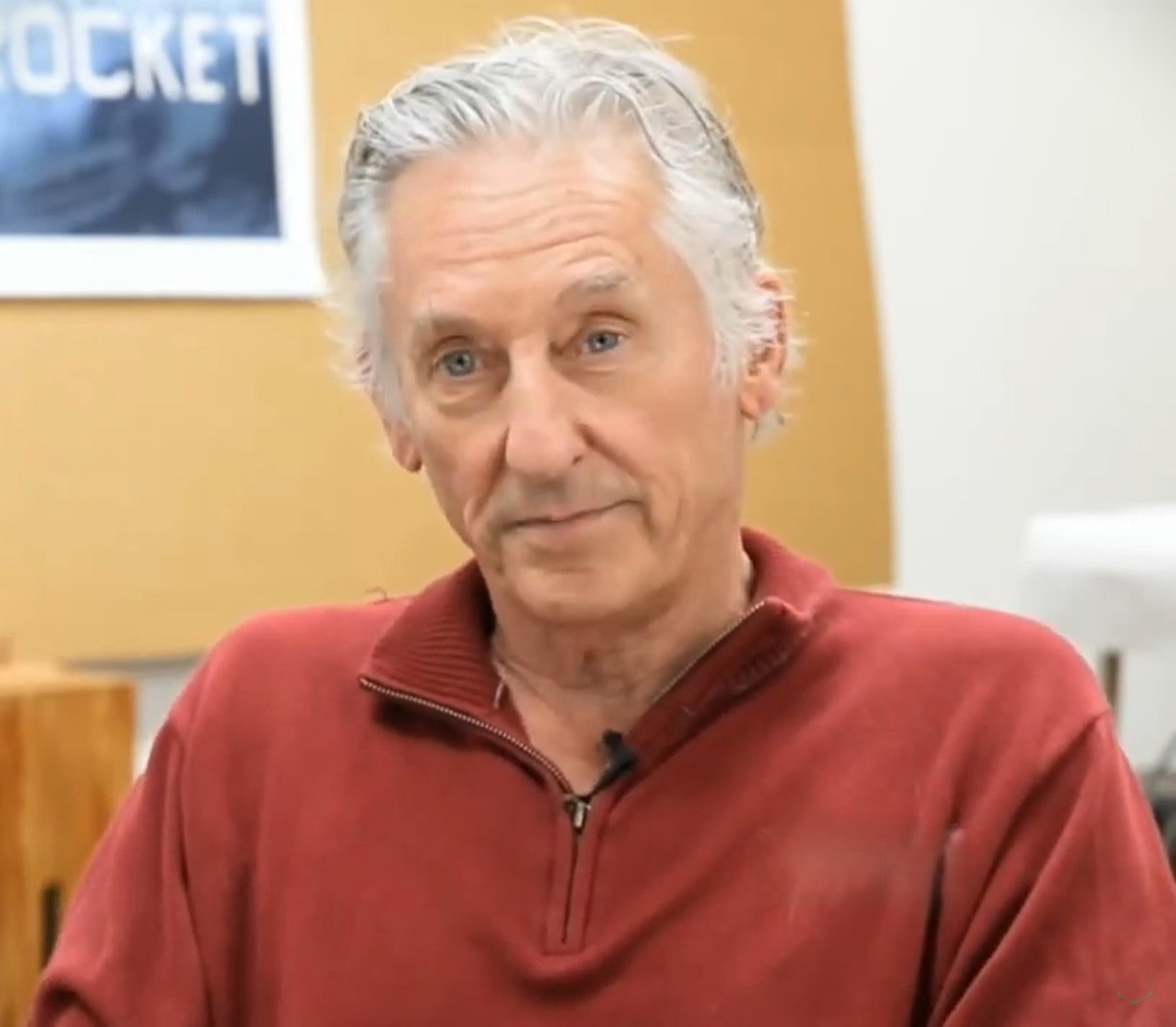
Edward Ruscha (* 1937)

- Ruschailo, Wladimir Borissowitsch (* 1953), russischer Politiker und Innenminister Russlands (1999–2001)
- Rusche, Albert Moritz (1888–1969), deutscher Maler und Zeichner
- Rusche, Dietrich (1936–2024), deutscher Manager, Verleger und Politiker (CDU), MdHB
- Rüsche, Franz (1888–1971), deutscher Theologe, Philosoph und Psychologe
- Rusche, Georg (1900–1950), deutscher Soziologe
- Rusche, Herbert (1952–2024), deutscher Politiker (Grüne, Piraten), MdB und Schwulenaktivist
- Rusche, Karl-Heinz (* 1941), deutscher Politiker (SPD), MdL
- Rusche, Richard (1851–1935), deutscher Tierbildhauer, Jagdmaler und Zeichner
- Rusche, Rudolf (1857–1938), preußischer Generalleutnant im Ersten Weltkrieg
- Rusche, Thomas (* 1962), deutscher Textilunternehmer, Wirtschaftsethiker und Kunstsammler
- Rusche, Werner (* 1962), deutscher Fußballspieler
- Ruschel, Alan (* 1989), brasilianischer Fußballspieler
- Ruschel, Rudolf (* 1986), österreichischer Autor
- Rüschemeyer, Philipp (1895–1972), deutscher Mediziner, Kommunalpolitiker (Zentrum, CDU)
- Ruschen, Carl (1871–1931), deutscher Industrieller
- Rüschenbaum, Harald (* 1956), deutscher Jazz-Schlagzeuger und Bandleader
- Ruschenbusch, Eberhard (1924–2007), deutscher Althistoriker
- Rüschenpöhler, Christoph (* 1989), deutscher Futsal- und Fußballspieler
- Ruscher, Barbara (* 1969), deutsche Kabarettistin und AutorinBarbara Ruscher (* 1969)

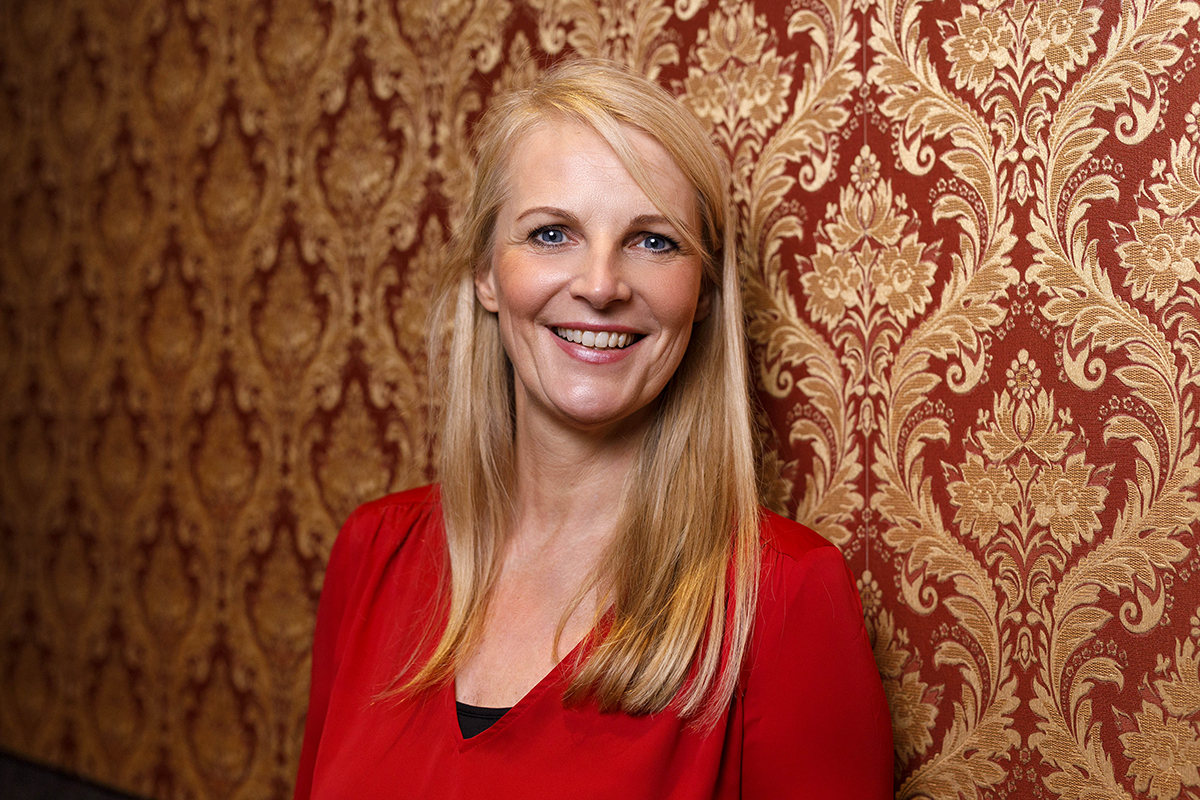
Barbara Ruscher (* 1969)

- Rüscher, Hans-Joachim (1928–2015), deutscher Partei- und Wirtschaftsfunktionär (SED) in der DDR
- Rüscher, Martina (* 1972), österreichische Politikerin (ÖVP)Martina Rüscher (* 1972)

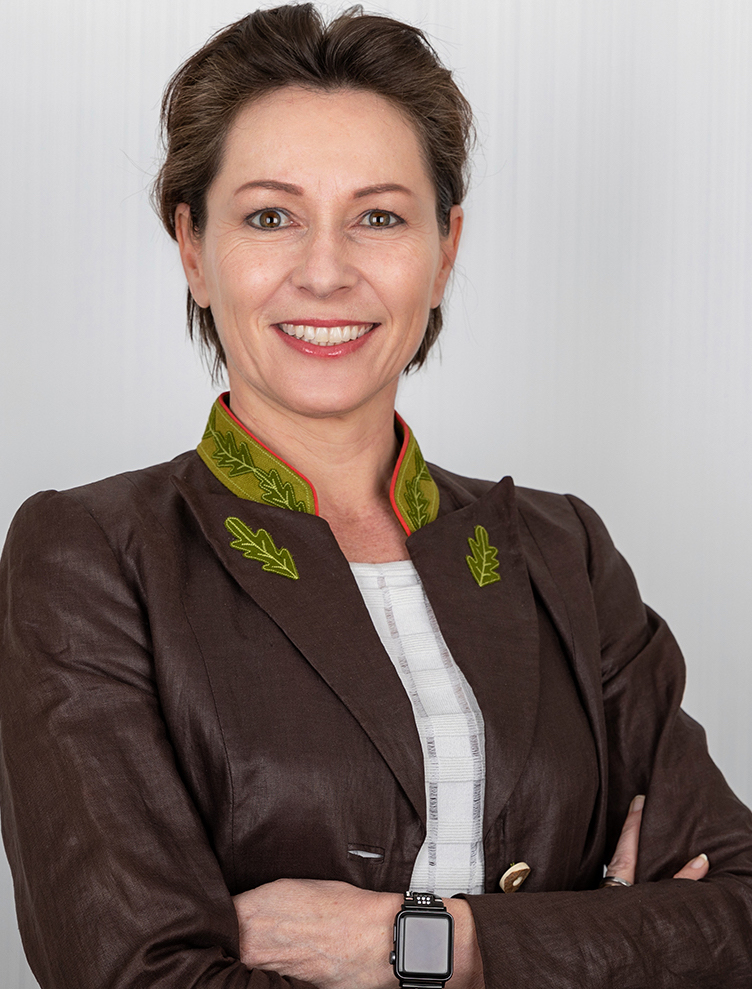
Martina Rüscher (* 1972)

- Ruscher, Willi, deutscher Fußballspieler
- Ruschewa, Nadja Nikolajewna (1952–1969), sowjetische Zeichnerin
- Ruscheweyh, Ferdinand (1785–1846), Kupferstecher
- Ruscheweyh, Herbert (1892–1965), deutscher Jurist und Politiker (SPD), MdHB, Präsident der Hamburger Bürgerschaft, Präsident des Hanseatischen Oberlandesgerichtes
- Ruscheweyh, Robert (1822–1899), deutscher Möbelfabrikant, Erfinder
- Ruscheweyh, Rudolf (1905–1954), niederländisch-liechtensteinischer Waffenhändler, Geheimdienstmitarbeiter und Parteispender
- Ruscheweyh, Stephan (1944–2019), deutscher Mathematiker
- Ruschewitz, Uwe (* 1961), deutscher Chemiker und Hochschullehrer, Professor für Anorganische Chemie
- Rüschhoff, Curt Karl (1887–1969), deutscher Architekt
- Rüschhoff, Gustav Bernhard (1886–1947), deutscher Maler, Zeichner und Graphiker
- Rüschhoff, Heinz (* 1942), deutscher Radrennfahrer
- Ruschi, Augusto (1915–1986), brasilianischer Zoologe, Botaniker und Naturschützer
- Ruschig, Heinrich (1906–1995), deutscher Chemiker
- Ruschig, Ulrich (* 1948), deutscher Chemiker und Philosoph
- Ruschka, Franz (1882–1942), österreichischer Entomologe und Jurist
- Ruschke, Felix (* 2003), deutscher Fußballspieler
- Ruschke, Jan (* 1976), deutscher Filmeditor
- Ruschke, Matthias (* 1982), deutsches Kindermodell und Schauspieler
- Ruschkewitz, Erich (* 1904), deutscher Journalist und Lyriker
- Ruschkewitz, Siegmund (1871–1940), deutscher Kaufmann
- Ruschkowski, André (* 1959), deutscher Musikwissenschaftler und Komponist
- Ruschkowski, Klaudia (* 1959), deutsche Dramaturgin, Autorin, Übersetzerin und Kuratorin
- Ruschmann, Franz (1910–1942), deutscher Zeuge Jehovas, Widerstandskämpfer gegen den Nationalsozialismus
- Rüschmeier, Horst (* 1930), deutscher Schauspieler
- Ruschmeier, Lothar (1945–2012), deutscher Politiker (SPD), Oberstadtdirektor von Köln
- Ruschmeier, Marcel (* 1995), deutscher Fußballspieler
- Ruschmeyer, Heike (* 1956), deutsche Malerin und Zeichnerin
- Ruschnikow, Igor (* 1965), sowjetischer Boxer
- Ruschnikow, Nasar (* 1999), ukrainischer Eishockeyspieler
- Rüschoff, Bernd, deutscher Anglist und Linguist
- Rüschoff-Parzinger, Barbara (* 1962), deutsche Archäologin
- Ruscigno, Daniele (* 1974), italienischer Kommunalpolitiker der Partito della Rifondazione Comunista
- Ruscio, Al (1924–2013), US-amerikanischer Schauspieler
- Rusconi, Carlos (1898–1969), argentinischer Paläontologe, Paläokünstler und Museumsleiter
- Rusconi, Filippo (1844–1926), Schweizer Rechtsanwalt, Politiker, Tessiner Grossrat, Staatsrat und Nationalrat
- Rusconi, Giorgio, Buchdrucker in Venedig (1500–1521)
- Rusconi, Giovan Antonio, italienischer Architekt und Architekturtheoretiker
- Rusconi, Giuseppe Antonio (1749–1817), Schweizer Militär, Politiker, Tessiner Grossrat und Staatsrat
- Rusconi, Pierre (* 1949), Schweizer Politiker (SVP)
- Rusconi, Rodolfo (1802–1874), Schweizer Rechtsanwalt, Politiker, Tessiner Grossrat und Staatsrat
- Rusconi, Stefan (* 1979), Schweizer Jazzmusiker
- Rusconi, Stefano (* 1968), italienischer Basketballspieler

### Rusd
- Rusdianto, Christopher (* 1990), indonesischer Badmintonspieler

### Ruse
- Ruse, Elena-Gabriela (* 1997), rumänische TennisspielerinElena-Gabriela Ruse (* 1997)

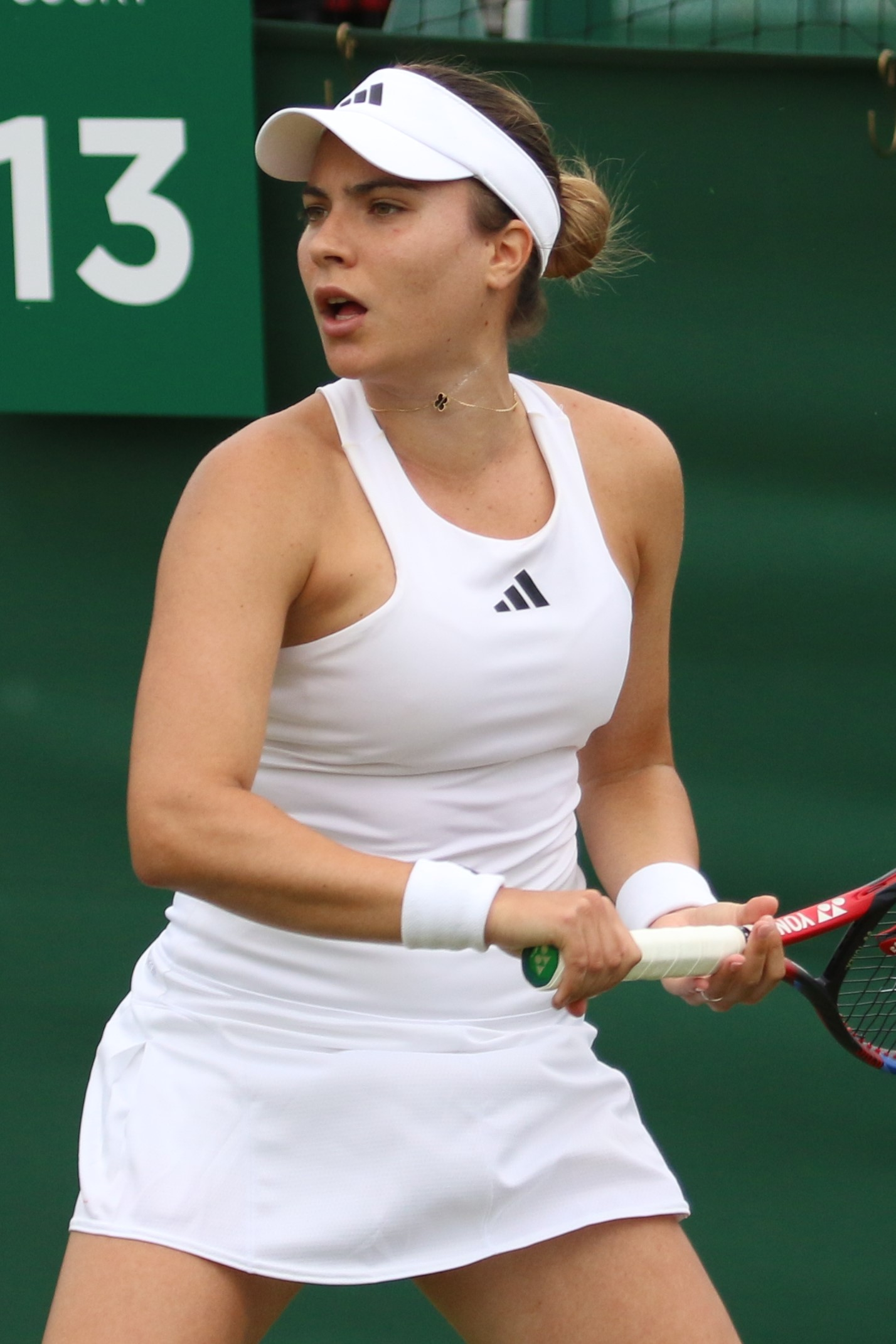
Elena-Gabriela Ruse (* 1997)

- Ruse, Henrik (1624–1679), niederländischer Festungsbaumeister
- Ruse, James (1759–1837), britisch-australischer Sträfling, Landeigentümer, Pionier
- Ruse, Michael (1940–2024), kanadischer Wissenschaftsphilosoph und Wissenschaftshistoriker
- Ruse, Paul W., US-amerikanischer Politiker und Treasurer von Vermont
- Ruseckas, Giedrius (* 1983), litauischer Jurist und Politiker, stellvertretender Justizminister
- Rusedski, Greg (* 1973), britischer Tennisspieler
- Rusek, Markus (* 1993), österreichischer Fußballspieler
- Rusek, Olivia (* 1995), US-amerikanisch-polnische Volleyballspielerin
- Rusek, Václav (1928–2016), tschechischer Pharmaziehistoriker
- Ruseler, Georg (1866–1920), deutscher oldenburgischer und friesischer Heimatdichter
- Ruselli, Georg (1873–1932), deutscher Volkssänger und Komiker
- Rüsen, Jörn (* 1938), deutscher Historiker und KulturwissenschaftlerJörn Rüsen (* 1938)

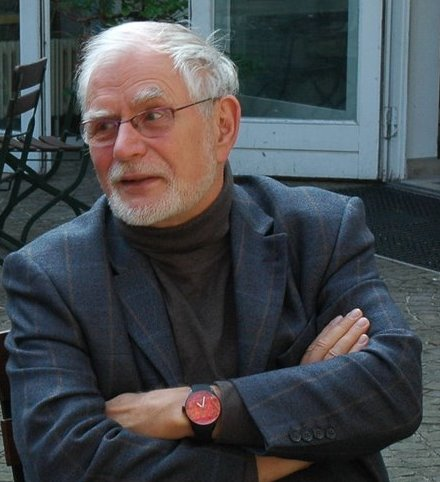
Jörn Rüsen (* 1938)

- Rüsen, Tom A. (* 1974), deutscher Wirtschaftswissenschaftler, Unternehmensberater und Dozent
- Rüsenberg, Antonius (1943–2016), deutscher Politiker (CDU), MdL
- Rüsenberg, Michael (* 1948), deutscher Musikjournalist und Klangkünstler
- Ruser, Hans (1862–1930), deutscher Kapitän und Polarforscher
- Ruser, Karl (1889–1970), deutscher Gärtner und Pflanzenzüchter
- Rusesabagina, Paul (* 1954), ruandischer HotelmanagerPaul Rusesabagina (* 1954)

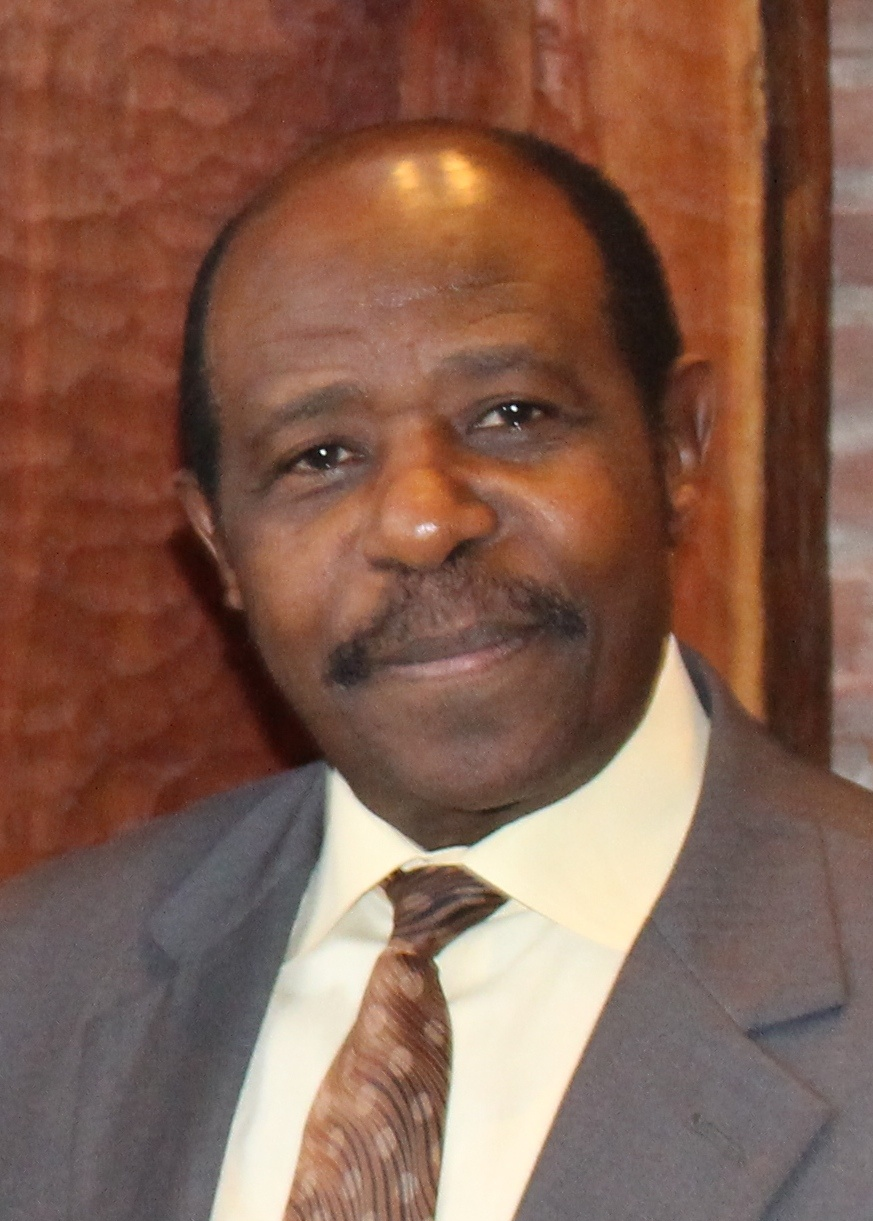
Paul Rusesabagina (* 1954)

- Rusescu, Raul (* 1988), rumänischer Fußballspieler
- Ruset, Antonie, Herrscher im Fürstentum Moldau
- Rušević, Anes (* 1996), serbischer Fußballspieler
- Rusevski, Ace (* 1956), jugoslawischer Boxer
- Rüsewald, Karl (1880–1945), deutscher Pädagoge und Fachautor

### Rush
- Rush, Barbara (1927–2024), US-amerikanische Schauspielerin
- Rush, Benjamin (1746–1813), britisch-US-amerikanischer Arzt, Schriftsteller, Lehrer, Humanist, einer der Gründerväter der USA
- Rush, Bobby (* 1933), US-amerikanischer Blues- und R&B-Musiker
- Rush, Bobby L. (* 1946), US-amerikanischer Politiker
- Rush, Brandon (* 1985), US-amerikanischer Basketballspieler
- Rush, Brion (* 1984), US-amerikanisch-montenegrinischer Basketballspieler
- Rush, Cathy (* 1947), US-amerikanischer Basketballcoach
- Rush, Clive (1931–1980), US-amerikanischer American-Football-Spieler und -Trainer
- Rush, Daniella (* 1976), tschechische Pornodarstellerin
- Rush, Deborah (* 1954), US-amerikanische Schauspielerin
- Rush, Ed (* 1973), britischer DJ und Musikproduzent
- Rush, Francis Roberts (1916–2001), australischer Geistlicher und Erzbischof von Brisbane
- Rush, Gabriel (* 1998), US-amerikanisch-schwedischer Schauspieler
- Rush, Geoffrey (* 1951), australischer Schauspieler
- Rush, Gretchen (* 1964), US-amerikanische Tennisspielerin
- Rush, Ian (* 1961), walisischer Fußballspieler
- Rush, Jennifer (* 1960), amerikanische Rock- und Pop-SängerinJennifer Rush (* 1960)

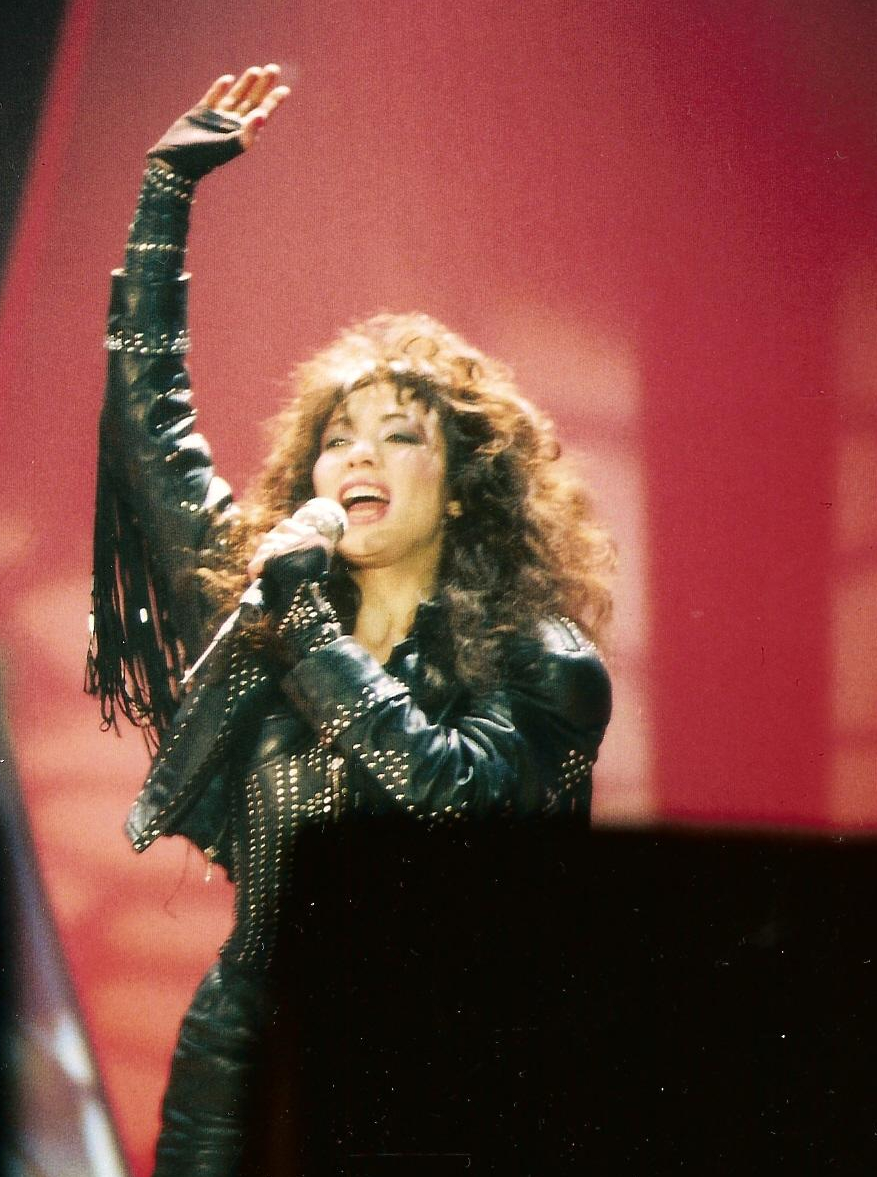
Jennifer Rush (* 1960)

- Rush, John A. (* 1819), US-amerikanischer Jurist und Politiker
- Rush, Kenneth (1910–1994), US-amerikanischer Diplomat, Jurist und Manager
- Rush, Loren (* 1935), US-amerikanischer Komponist und Pianist
- Rush, Lyndon (* 1980), kanadischer Bobfahrer
- Rush, Matthew (* 1972), US-amerikanischer Schauspieler und Pornodarsteller
- Rush, Norman (* 1933), US-amerikanischer Autor
- Rush, Odeya (* 1997), israelisch-US-amerikanische Schauspielerin
- Rush, Olive (1873–1966), US-amerikanische Malerin und Illustratorin
- Rush, Otis (1935–2018), US-amerikanischer Blues-Gitarrist
- Rush, Poppy (* 1991), britische Schauspielerin
- Rush, Richard (1780–1859), US-amerikanischer Politiker, Justizminister und Finanzminister
- Rush, Richard (1929–2021), US-amerikanischer Filmregisseur, Drehbuchautor und Produzent
- Rush, Rick (* 1946), US-amerikanischer Maler
- Rush, Stockton (1962–2023), US-amerikanischer UnternehmerStockton Rush (1962–2023)

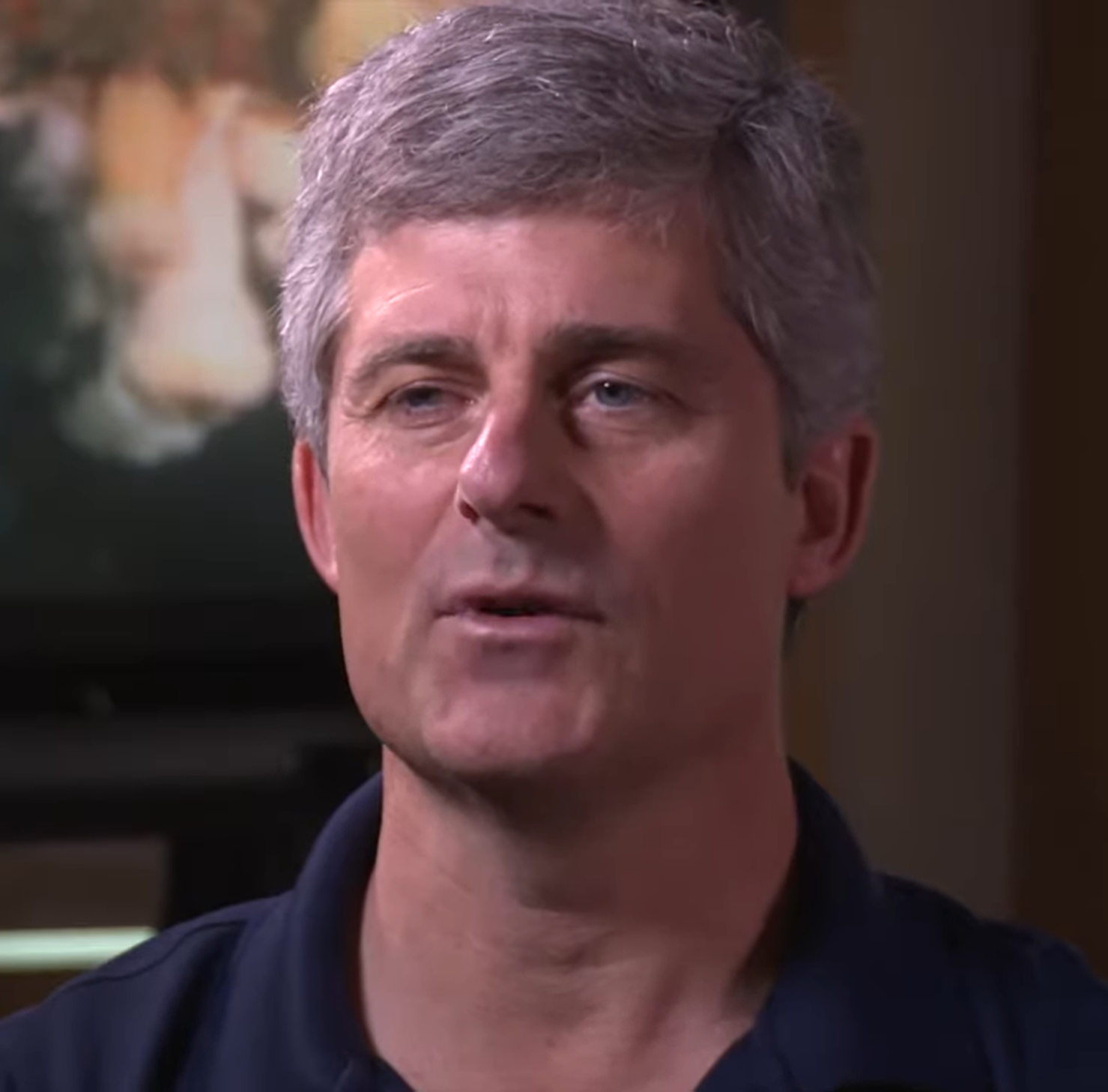
Stockton Rush (1962–2023)

- Rush, Tom (* 1941), US-amerikanischer Sänger und Songschreiber
- Rush, William (1756–1833), US-amerikanischer klassizistischer Bildhauer
- Rushbrook, Claire (* 1970), britische Schauspielerin
- Rushbrook, Philip (* 1958), britischer Politiker, Gouverneur von St. Helena, Ascension und Tristan da Cunha
- Rushbrooke, George Stanley (1915–1995), englischer Physiker
- Rushdi, Ahmed (1934–1983), pakistanischer Sänger
- Rushdi, Noha (* 1981), ägyptische Dokumentarfilmerin
- Rushdie, Salman (* 1947), indisch-britischer SchriftstellerSalman Rushdie (* 1947)

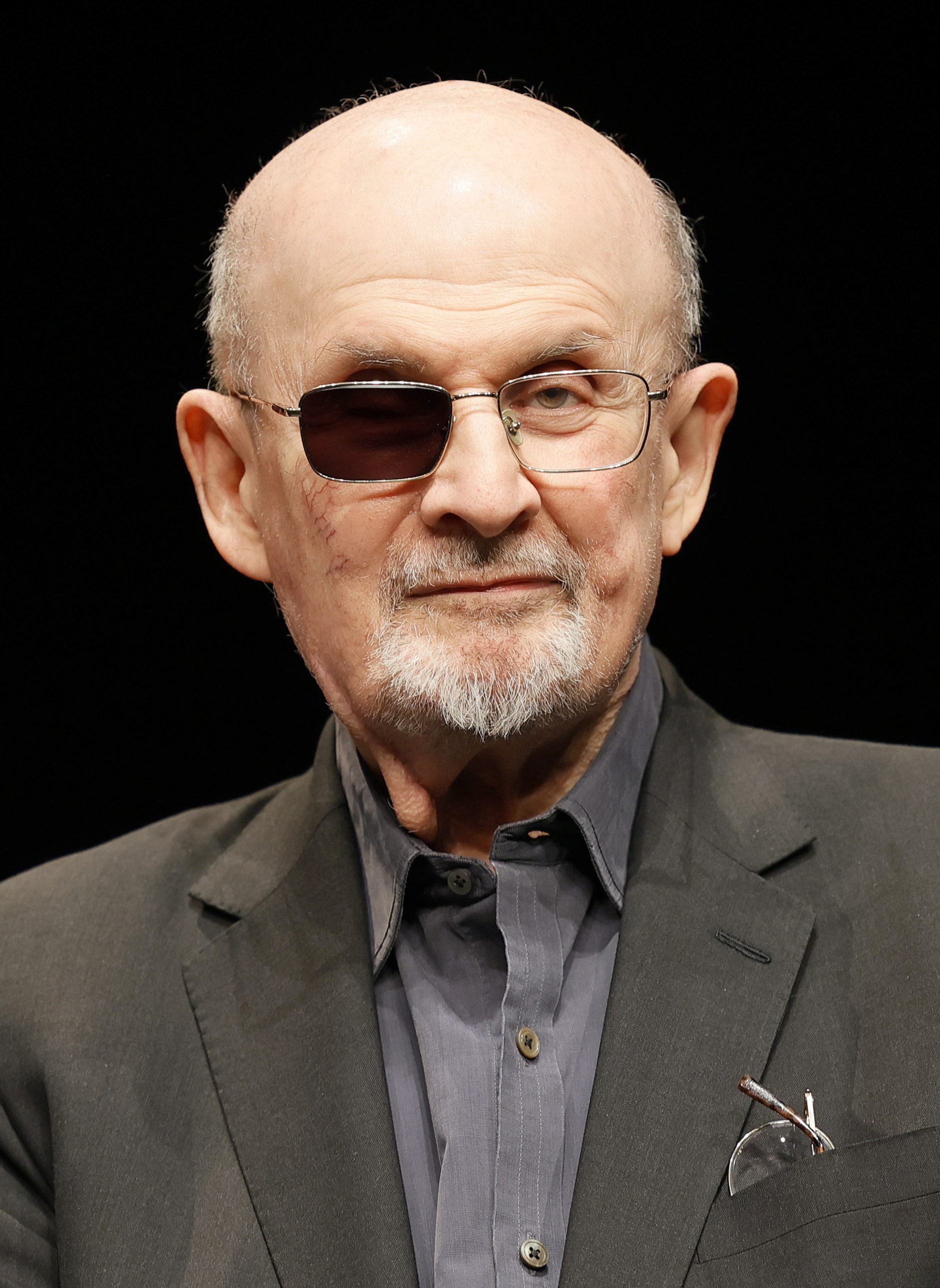
Salman Rushdie (* 1947)

- Rusheidat, Saleh (* 1946), jordanischer Politiker und Diplomat
- Rushen, Patrice (* 1954), US-amerikanische Rhythm-and-Blues-Sängerin
- Rushent, Martin (1948–2011), englischer Musikproduzent, Arrangeur, Toningenieur, Musikstudiobesitzer, Komponist und Musiker
- Rusher, Alison (* 1996), US-amerikanische Ruderin
- Rusher, John (* 1967), US-amerikanischer Ruderer
- Rusher, Nicholas (* 1999), US-amerikanischer Ruderer
- Rushfeldt, Sigurd (* 1972), norwegischer Fußballspieler
- Rushforth, Peter (1945–2005), britischer Schriftsteller
- Rushing, Allison Jones (* 1982), US-amerikanische Bundesrichterin
- Rushing, Cheyenne (* 1981), US-amerikanische Schauspielerin
- Rushing, Jimmy (1903–1972), US-amerikanischer Blues- und Jazzsänger
- Rushing, Marion (1936–2013), US-amerikanischer American-Football-Spieler auf der Position des Linebackers
- Rushiti, Arlinda (* 1999), kosovarische Tennisspielerin
- Rushiti, Feride, kosovarische Ärztin und Menschenrechts-Aktivistin
- Rushkoff, Douglas (* 1961), US-amerikanischer Autor, Kolumnist und MusikerDouglas Rushkoff (* 1961)

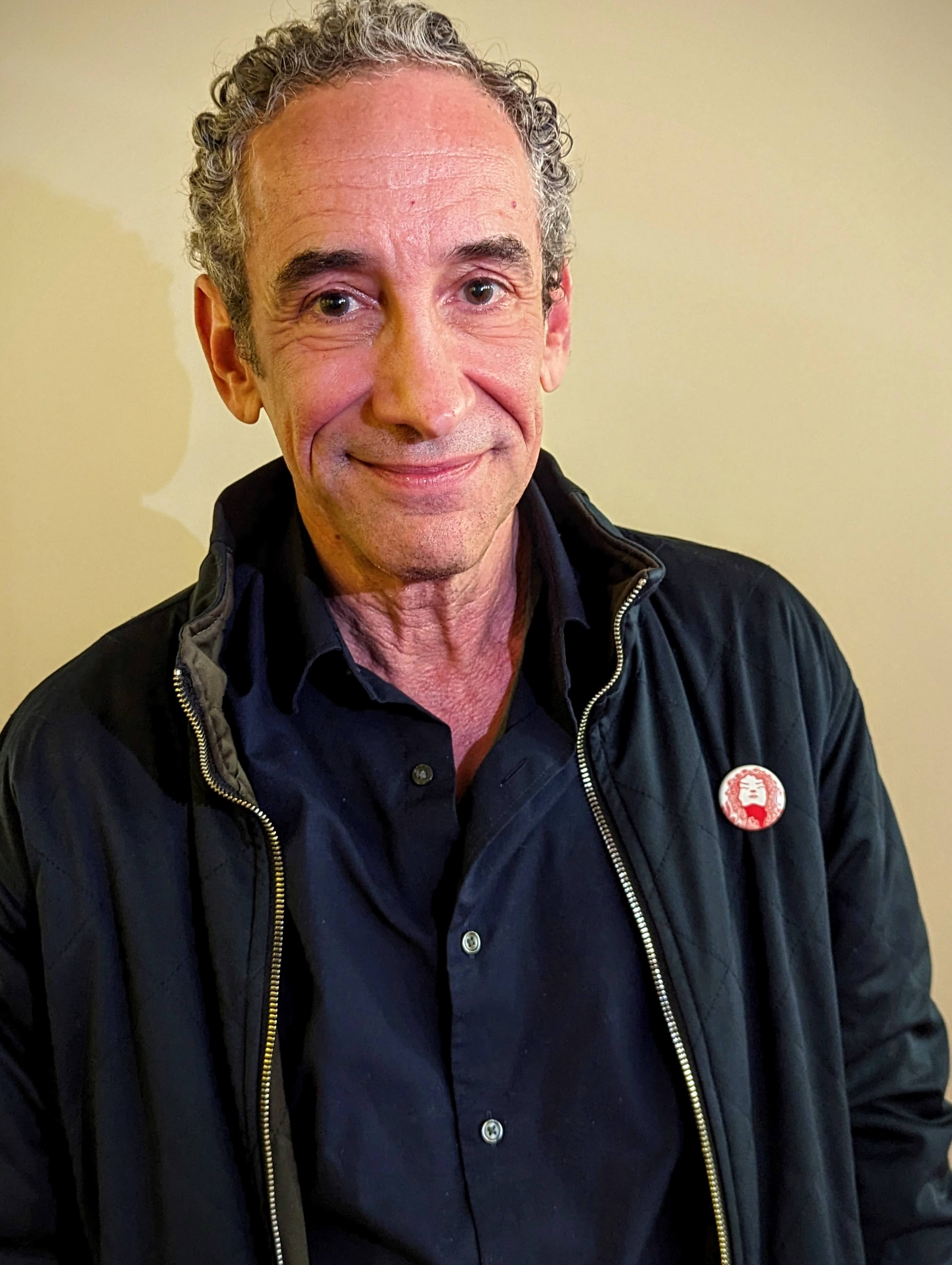
Douglas Rushkoff (* 1961)

- Rushlaw, Brent (* 1951), US-amerikanischer Bobfahrer
- Rushmer, Allan (1944–2024), britischer Langstreckenläufer
- Rushook, Thomas († 1393), englischer Prälat
- Rushton, Adrian W. A. (* 1937), britischer Geologe und Paläontologe
- Rushton, Edward (* 1972), britischer Pianist, Liedbegleiter und Komponist
- Rushton, Jared (* 1974), US-amerikanischer Filmschauspieler
- Rushton, Joe (1907–1964), US-amerikanischer Jazzmusiker
- Rushton, John Philippe (1943–2012), britisch-kanadischer Psychologe
- Rushton, William Albert Hugh (1901–1980), britischer Physiologe
- Rushton, Willie (1937–1996), britischer Cartoon-Zeichner, Satiriker, Comedian und Schauspieler

### Rusi
- Rusic, Zeljko (* 1967), deutscher Bildhauer
- Rusiecki, Kanuty (1800–1860), litauischer Maler
- Rusijew, Sabirdschan (* 1953), sowjetischer Florettfechter
- Rusin, Chris (* 1986), US-amerikanischer Baseballspieler
- Rusina, Egon (* 1949), italienischer Maler, Grafiker, Illustrator (Südtirol)
- Rusina, Jelena Iwanowna (* 1964), russische Sprinterin
- Rusinek, Bernd-A. (* 1954), deutscher Neuzeithistoriker
- Rusinek, Jan (* 1950), polnischer Schachstudienkomponist und Mathematiker
- Rüsing, Andreas (* 1973), deutscher Pianist, Komponist und Dirigent
- Rüsing, Gitti (* 1979), deutsche Schauspielerin und Sängerin
- Rüsing, Manfred (* 1946), deutscher Fußballspieler
- Rusiñol, Santiago (1861–1931), spanischer Maler, Schriftsteller, Journalist, Sammler und Theaterautor
- Rusinski, Bernd (1954–2004), deutscher Schlagersänger und Komponist
- Rusius, Albertus (1614–1678), niederländischer Rechtsgelehrter

### Rusj
- Rusjajew, Michail Anatoljewitsch (1964–2011), russischer Fußballspieler
- Rusjan, Edvard (1886–1911), Luftfahrtpionier

### Rusk
- Rusk, Dean (1909–1994), US-amerikanischer PolitikerDean Rusk (1909–1994)

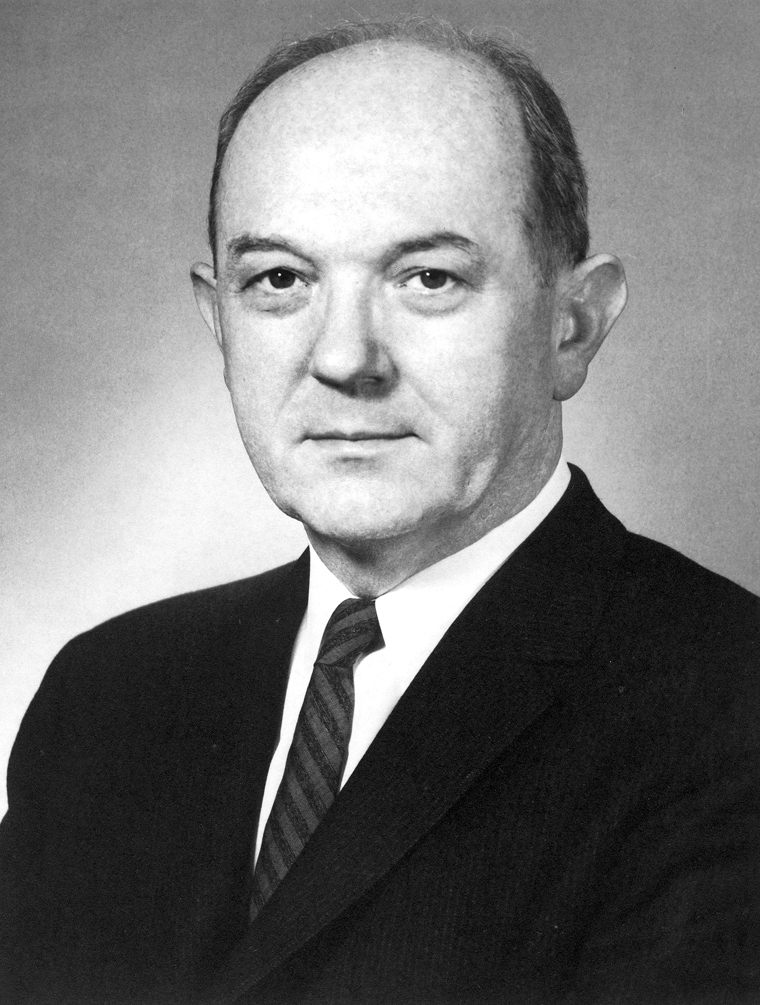
Dean Rusk (1909–1994)

- Rusk, Harry Welles (1852–1926), US-amerikanischer Politiker
- Rusk, Jeremiah McLain (1830–1893), US-amerikanischer Politiker
- Rusk, Thomas Jefferson (1803–1857), US-amerikanischer Politiker (Demokratische Partei)
- Rusk, Walter (1910–1940), britischer Motorradrennfahrer
- Rusk, William Sener (1892–1984), amerikanischer Kunsthistoriker
- Ruska, Ernst (1906–1988), deutscher Elektrotechniker und Erfinder des Elektronenmikroskops
- Ruska, Helmut (1908–1973), deutscher Mediziner und Pionier der Elektronenmikroskopie
- Ruska, Julius (1867–1949), deutscher Orientalist, Wissenschaftshistoriker und Pädagoge
- Ruska, Willem (1940–2015), niederländischer Judoka
- Ruskai, Mary Beth (1944–2023), US-amerikanische mathematische Physikerin
- Ruske-Leopold, Minnie (* 1891), deutsche Opernsängerin (Sopran)
- Ruskell, Mark, schottischer Politiker
- Rüsken, Reinhart (* 1948), deutscher Jurist, Richter am Bundesfinanzhof
- Ruskin, James (* 1972), britischer Techno-DJ und Musikproduzent
- Ruskin, John (1819–1900), englischer Schriftsteller, Maler, Kunsthistoriker und SozialphilosophJohn Ruskin (1819–1900)

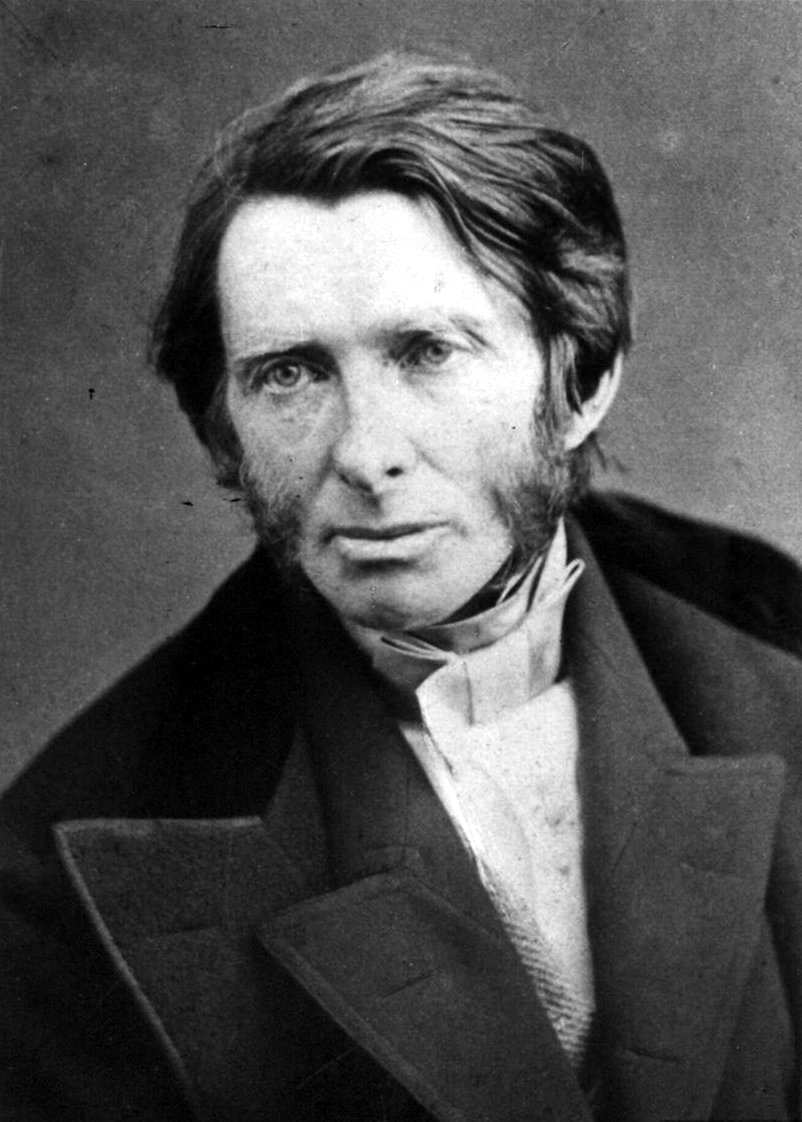
John Ruskin (1819–1900)

- Ruskin, Tommy (1942–2015), US-amerikanischer Jazz-Schlagzeuger
- Rusko (* 1985), britischer Dubstepproduzent und DJ
- Ruskol, Jewgenija Leonidowna (1927–2017), russische Physikerin und Astronomin
- Ruskow, Milen (* 1966), bulgarischer Schriftsteller
- Ruskow, Todor (* 1987), bulgarischer Handballspieler
- Ruskowski, Martin (* 1969), deutscher Ingenieur und Hochschullehrer
- Ruskowski, Terry (* 1954), kanadischer Eishockeyspieler, -trainer und -funktionär
- Ruškys, Justas (* 1990), litauischer Politiker, Vizeminister für Umwelt
- Ruškytė, Ramutė (* 1958), litauische Verwaltungsjuristin und Verfassungsrichterin (2005–2014)

### Rusl
- Rusland, Gregory (* 1959), surinamischer Politiker
- Ruslanowa, Lidija Andrejewna (1900–1973), sowjetische Folkloresängerin
- Ruslanowa, Nina Iwanowna (1945–2021), sowjetische bzw. russische Schauspielerin
- Rusler, Morgan, US-amerikanischer Schauspieler und Synchronsprecher
- Rusler, Robert (* 1965), US-amerikanischer Schauspieler
- Rusli, Amir Mustafa (* 1987), malaysischer Bahn- und Straßenradrennfahrer
- Rusljakowa, Irina Alexandrowna (* 1975), russische Badmintonspielerin

### Rusm
- Rusmeyer, Michael Christian (1686–1745), deutscher evangelischer Theologe und schwedisch-pommerscher Generalsuperintendent
- Rusmini, Oka (* 1967), indonesische Journalistin und Schriftstellerin

### Rusn
- Rusnachenko, Natascha (* 1969), moldauische-ukrainisch-österreichische Handballspielerin
- Rusnák, Albert (* 1994), slowakischer Fußballspieler
- Rusnák, Dárius (* 1959), slowakischer Eishockeyspieler, -trainer und -funktionär
- Rusnak, Josef (1936–2014), deutscher Botschafter
- Rusnak, Josef (* 1958), deutscher Regisseur und Drehbuchautor
- Rusnak, Michael (1921–2003), US-amerikanischer Geistlicher, Bischof von Saints Cyril and Methodius of Toronto
- Rusnak, Nikodim (1921–2011), russisch-orthodoxer Bischof von Charkiw und Bohoduchiw
- Rusnák, Peter (* 1950), slowakischer Geistlicher, Bischof der Eparchie Bratislava
- Rusňák, Tomáš (* 1986), slowakischer Sommerbiathlet
- Rusnok, Jiří (* 1960), tschechischer Politiker und Ökonom; Ministerpräsident

### Ruso
- Ruso, Kurt (* 1937), österreichischer Versicherungsfachmann; Verwicklung in politische Skandale
- Rusoff, Lou (1911–1963), kanadischer Drehbuchautor und Filmproduzent
- Rusorán, Péter (1940–2012), ungarischer Wasserballer
- Rusová, Alica (* 1998), slowakische Tennisspielerin
- Rusovic, Tarik (* 2005), österreichischer Fußballspieler
- Rusovszky, Mihály († 1979), ungarischer Radrennfahrer
- Rusowa, Sofija (1856–1940), ukrainische Erzieherin, Sozial- und Bildungsaktivistin, Schriftstellerin, Historikerin, Anthropologin, Kunsthistorikerin, Literaturkritikerin und eine Gründerin der Frauenbewegung

### Rusp
- Ruspoli, Bartolomeo (1697–1741), italienischer Kardinal der Römischen Kirche
- Ruspoli, Esmeralda (1928–1988), italienische Schauspielerin
- Ruspoli, Francesco Maria Marescotti (1672–1731), italienischer Adliger

### Russ
- Russ (* 1992), US-amerikanischer Rapper
- Russ, Alexander, deutscher Architekt und Journalist
- Russ, Alexandra (* 1970), deutsche Schwimmerin
- Ruß, Carl (1838–1925), schweizerisch-deutscher Schokoladenfabrikant
- Russ, Charles V. J. (* 1942), britischer Germanist
- Russ, Dennis (* 1992), deutscher Fußballspieler
- Russ, Eddie, US-amerikanischer Fusion- und Jazz-Musiker
- Ruß, Edith (1919–1993), deutsche Stifterin
- Russ, Emmy (* 1999), deutsche Reality-TV-Teilnehmerin und LaiendarstellerinEmmy Russ (* 1999)

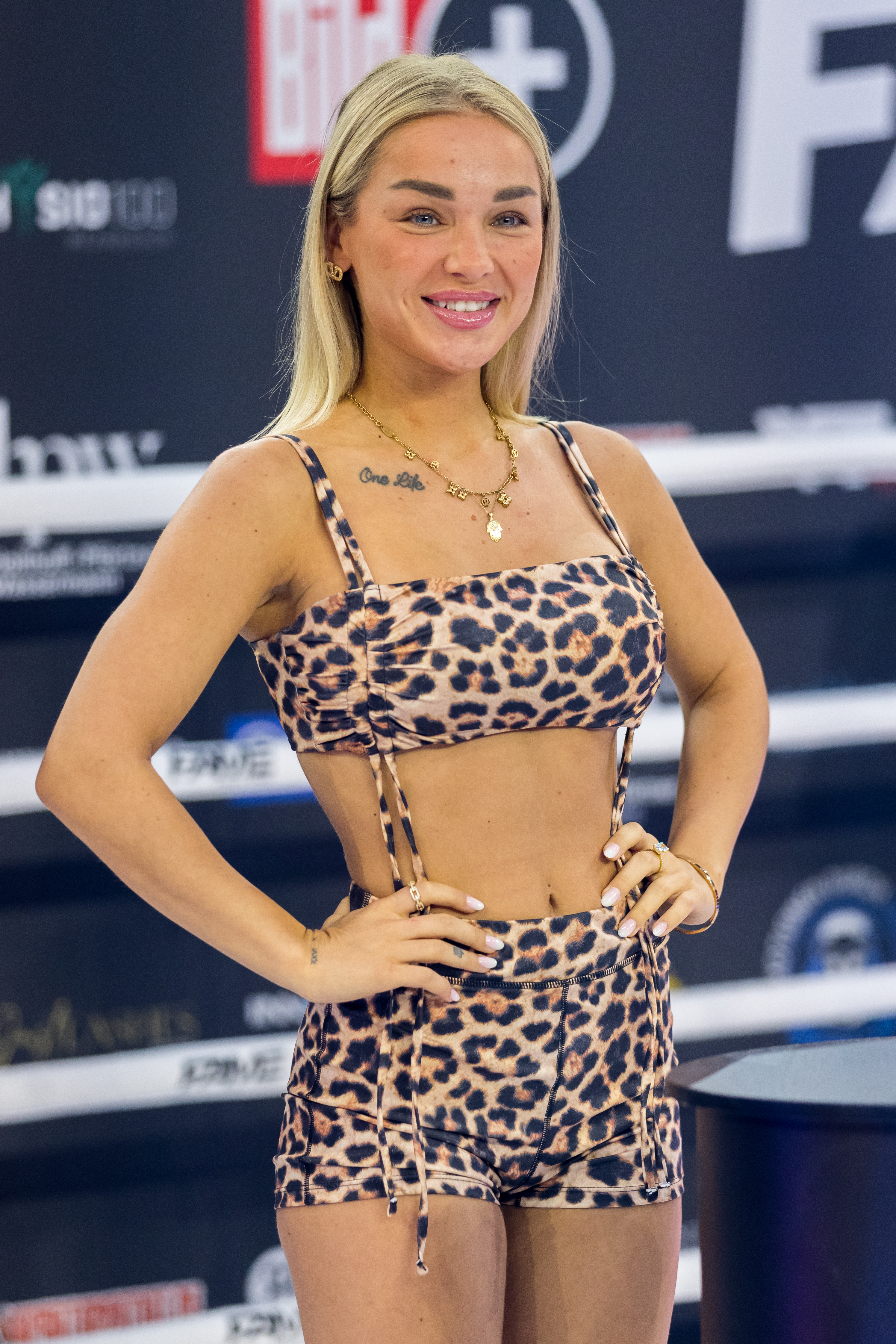
Emmy Russ (* 1999)

- Russ, Ernst (1867–1957), deutscher Reeder
- Russ, Eugen (* 1961), österreichischer Medienunternehmer
- Ruß, Friedrich (1777–1844), deutscher Kaufmann und Politiker
- Ruß, Fritz (1864–1934), österreichischer Theater- und Filmschauspieler beim deutschen Stummfilm
- Ruß, Gottfried (1807–1873), deutscher Kaufmann und Politiker (Nassauische Fortschrittspartei, Deutsche Freisinnige Partei)
- Ruß, Heinz (* 1939), österreichischer Fußballspieler
- Ruß, Henry (* 1964), deutscher Politiker (Die Linke)
- Russ, Isabel Nina, österreichische Medienmanagerin und Journalistin
- Russ, Jakob, deutscher Bildhauer und Bildschnitzer
- Russ, Joanna (1937–2011), US-amerikanische Autorin
- Russ, John (1767–1833), US-amerikanischer Politiker
- Ruß, Karl (1779–1843), österreichischer Maler des Biedermeier
- Ruß, Karl (1833–1899), deutscher Ornithologe und Volksschriftsteller
- Russ, Kurt (* 1964), österreichischer Fußball-Nationalspieler
- Russ, Leander (1809–1864), österreichischer Maler
- Russ, Marco (* 1985), deutscher Fußballspieler
- Russ, Matthias (* 1983), deutscher Radrennfahrer
- Russ, Melchior († 1499), Schweizer Geschichtsschreiber
- Russ, Michael (* 1945), deutscher Konzertveranstalter
- Russ, Michael A. (1945–2021), deutschamerikanischer Fotograf, Fotodesigner und Filmregisseur
- Russ, Moritz (* 2001), deutscher Synchronsprecher
- Ruß, Niklas (* 1990), deutscher Handballspieler
- Russ, Robert (1847–1922), österreichischer Maler
- Russ, Robert (* 1971), deutscher Musikproduzent
- Russ, Semp (1878–1978), US-amerikanischer Tennisspieler
- Russ, Thomas, deutscher Mediziner, Leibarzt und Hochschullehrer
- Russ, Tim (* 1956), US-amerikanischer SchauspielerTim Russ (* 1956)

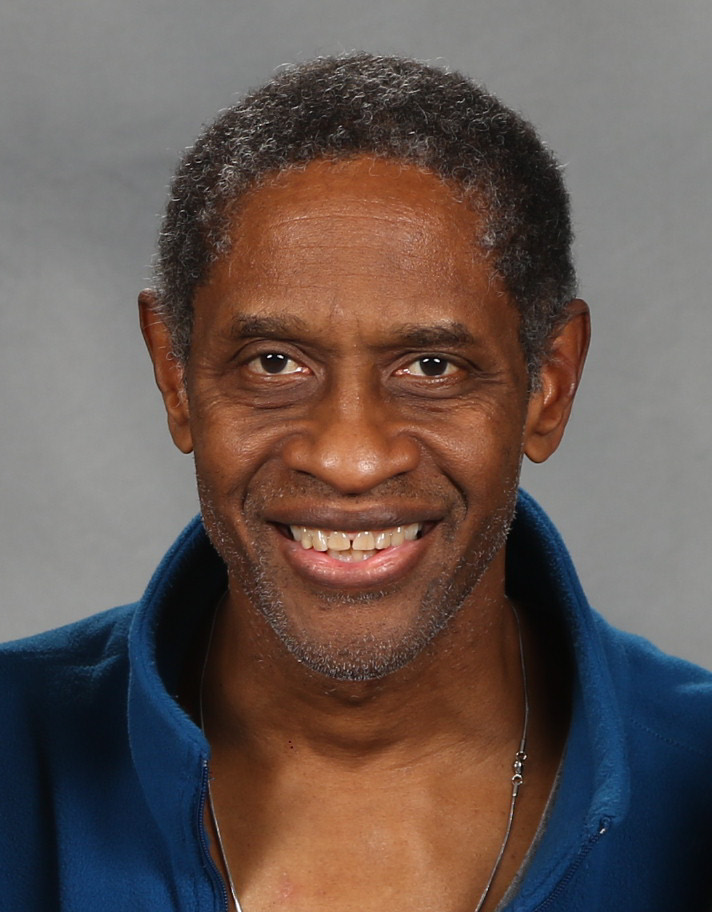
Tim Russ (* 1956)

- Rüß, Ulrich (* 1943), deutscher lutherischer Theologe
- Russ, Viktor Wilhelm (1840–1920), österreichischer Politiker
- Ruß, Wilhelm († 1957), deutscher Lehrer und Mitgründer der HUK-Coburg
- Russ, William (* 1950), US-amerikanischer Schauspieler
- Russ, Willy (1877–1959), Schweizer Unternehmer, Kunstsammler, Museumskurator und Mäzen
- Ruß, Willy (1888–1974), österreich-ungarischer Bildhauer und Keramiker
- Ruß-Mohl, Stephan (* 1950), deutscher Medienwissenschaftler
- Ruß-Sattar, Sabine (* 1962), deutsche Politologin
- Russ-Scherer, Brigitte (* 1956), deutsche Kommunalpolitikerin (SPD), Oberbürgermeisterin von Tübingen

#### Russa
- Russack, Hans Hermann (* 1887), deutscher Kunsthistoriker
- Russadse, Sasa (* 1977), georgischer Drehbuchautor und Filmregisseur
- Russak, Marie (1865–1945), US-amerikanische Sängerin, Architektin, Theosophin und Rosenkreuzerin
- Russak, Sergei (* 1996), kasachischer Sprinter
- Russakovsky, Olga, US-amerikanische Informatikerin und Hochschullehrerin
- Russakow, Konstantin Wiktorowitsch (1909–1993), sowjetischer Politiker
- Russakow, Michail Petrowitsch (1892–1963), russisch-sowjetischer Geologe
- Russakow, Nikolai Afanassjewitsch (1888–1941), russisch-sowjetischer Maler
- Russakowa, Natalja Michailowna (* 1979), russische Sprinterin
- Russanow, Wladimir Alexandrowitsch (* 1875), russischer Forscher und Naturwissenschaftler
- Russanowa, Irina Petrowna (1929–1998), russische Archäologin
- Russanowa, Ljubow Petrowna (* 1954), russische Schwimmerin

#### Russd
- Rußdorf, Emil von (1813–1868), deutscher Mediziner, Autor und Politiker

#### Russe
- Russe, Hermann Josef (1922–2008), deutscher Volkswirt und Politiker (CDU), MdB
- Russe, Johann († 1555), Chronist der dithmarscher Geschichte
- Rüße, Norwich (* 1966), deutscher Politiker (Bündnis 90/Die Grünen), MdL
- Russe, Otto (1913–1983), österreichischer Unfallchirurg und Handchirurg

##### Russeg
- Rüssegg, Anna von († 1402), Äbtissin des Damenstifts Buchau
- Russegger, Joseph (1802–1863), österreichischer Geologe

##### Russek
- Rußek, Erich (1893–1945), deutscher Politiker (NSDAP), MdR
- Russek, Rita (* 1952), deutsche Schauspielerin und RegisseurinRita Russek (* 1952)

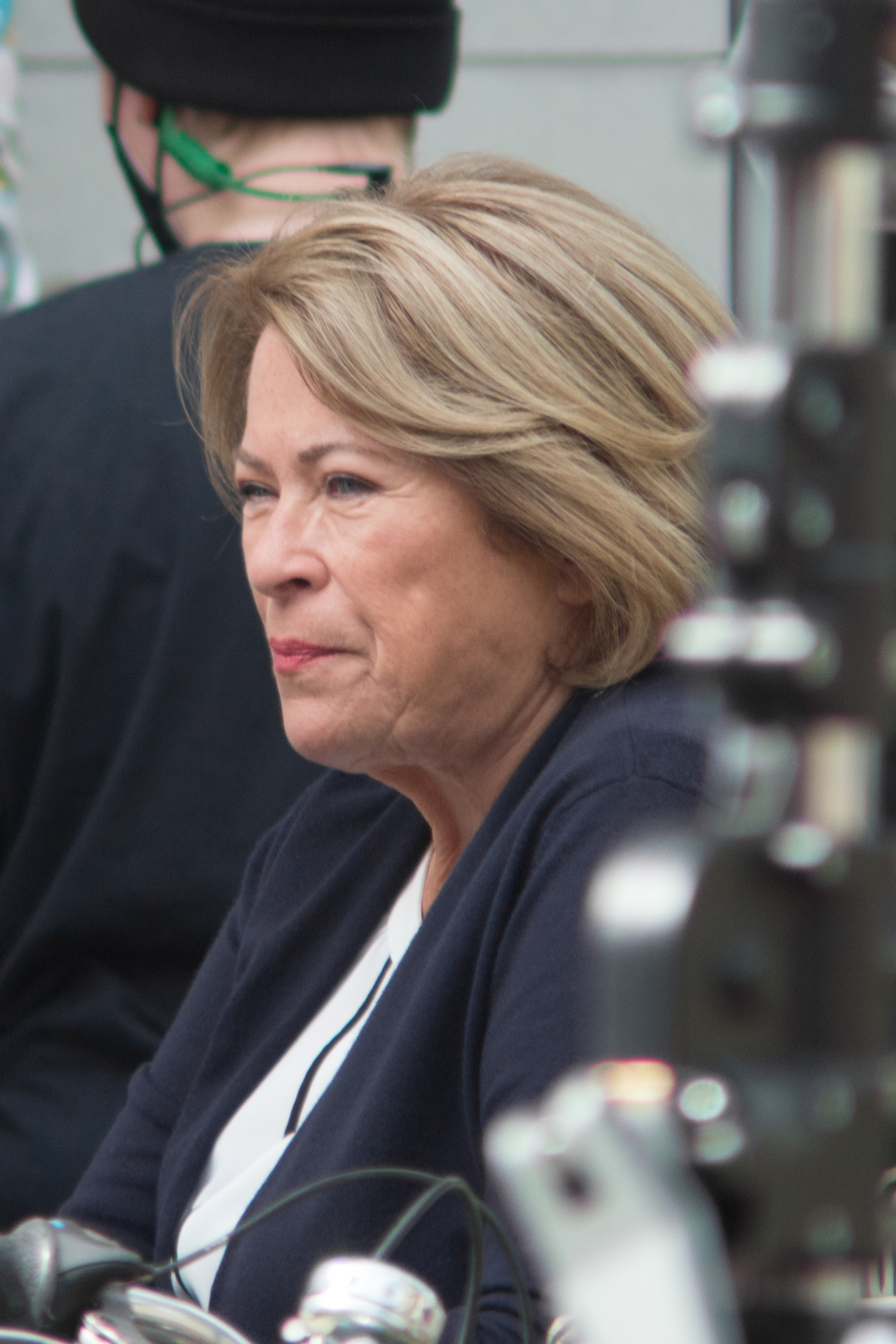
Rita Russek (* 1952)

##### Russel
- Russel, Alfred (1882–1959), Landrat des Kreises Steinfurt (1919–1929)
- Rüssel, Arnulf (1902–1978), deutscher Psychologe und Hochschullehrer
- Rüssel, Harald (* 1966), deutscher Koch
- Rüssel, Herbert (1897–1940), deutscher Journalist und Schriftsteller
- Russel, Patrick (* 1946), französischer Skirennläufer
- Russel, Rae (1925–2008), US-amerikanische Fotografin
- Russel, Tony (1925–2017), US-amerikanischer Schauspieler und Synchronsprecher

###### Russele
- Rüsseler, Rolf (* 1956), deutscher Badmintonspieler

###### Russell, A
- Russell, Addison Peale (1826–1912), US-amerikanischer Zeitungsmann, Politiker und Schriftsteller
- Russell, Al (1921–2011), US-amerikanischer R&B-Musiker und Songwriter
- Russell, Alastair, schottischer Badmintonspieler
- Russell, Alex (* 1987), australischer Schauspieler und FilmregisseurAlex Russell (* 1987)

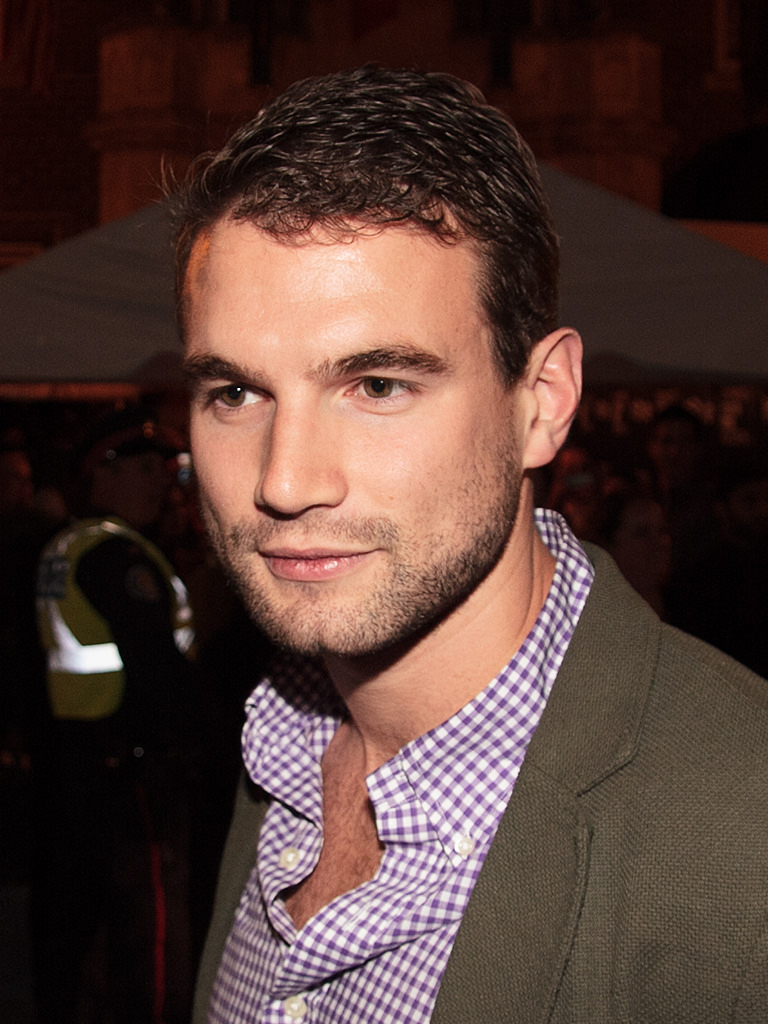
Alex Russell (* 1987)

- Russell, Alfred F. (1817–1884), amerikanisch-liberianischer Politiker
- Russell, Alison (* 1958), britische Richterin am High Court of Justice
- Russell, Allison (* 1982), kanadische Americana-Musikerin
- Russell, Alonzo (* 1992), bahamaischer Sprinter
- Russell, Alonzo (* 1992), US-amerikanischer American-Football-Spieler
- Russell, Andre (* 1988), Cricketspieler der West Indies
- Russell, Angela (* 1967), australische Schwimmerin
- Russell, Anna (1911–2006), englische Sängerin und Komödiantin/Parodistin
- Russell, Anna Worsley (1807–1876), britische Botanikerin
- Russell, Anthony (1943–2025), britischer anglikanischer Bischof
- Russell, Anton Franz Johann (1824–1878), deutscher Jurist und Politiker (Zentrum), MdR
- Russell, Archibald George Blomefield (1879–1955), britischer Kunsthistoriker, Genealoge und Heraldiker
- Russell, Arthur (1886–1972), britischer Leichtathlet
- Russell, Arthur (1951–1992), US-amerikanischer Musiker
- Russell, Arthur Joseph (1861–1945), US-amerikanischer Journalist und Schriftsteller
- Russell, Arthur, 2. Baron Ampthill (1869–1935), britischer Peer und Diplomat, Gründungsmitglied des Internationalen Olympischen Komitees (IOC)

###### Russell, B
- Russell, Baker Creed (1837–1911), britischer General
- Russell, Ben (* 1976), US-amerikanischer experimenteller Filmemacher
- Russell, Benjamin E. (1845–1909), US-amerikanischer Politiker
- Russell, Bertrand (1872–1970), britischer Mathematiker und PhilosophBertrand Russell (1872–1970)

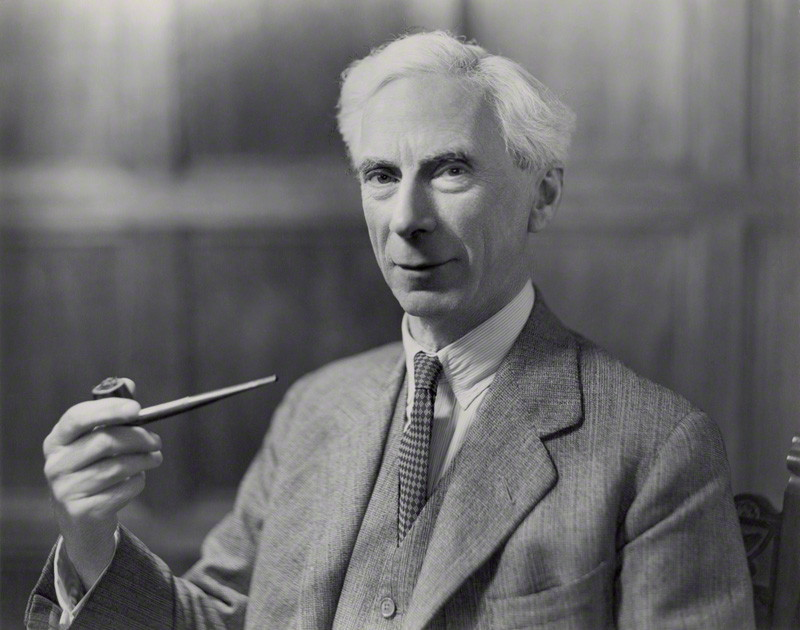
Bertrand Russell (1872–1970)

- Russell, Betsy (* 1963), US-amerikanische Schauspielerin
- Russell, Beulah (1878–1940), US-amerikanische Mathematikerin und Hochschullehrerin
- Russell, Bibi, bangladeschische Unternehmerin und Ex-Model
- Russell, Bill (1905–1992), US-amerikanischer Jazzhistoriker, Autor und Musiker
- Russell, Bill (1934–2022), US-amerikanischer BasketballspielerBill Russell (1934–2022)

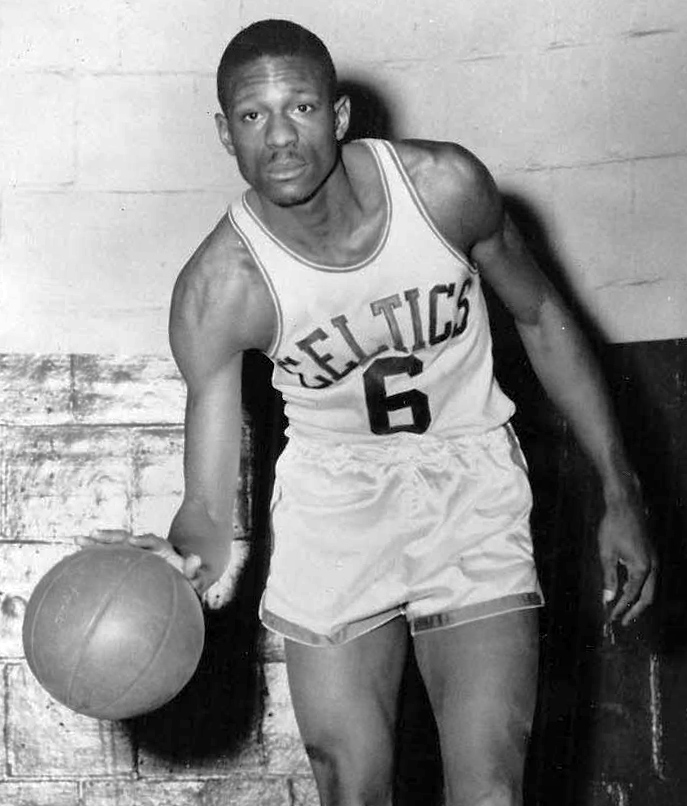
Bill Russell (1934–2022)

- Russell, Bill (* 1949), US-amerikanischer Musical-Texter
- Russell, Bing (1926–2003), US-amerikanischer Schauspieler
- Russell, Blake (* 1975), US-amerikanische Langstreckenläuferin
- Russell, Bob (1914–1970), US-amerikanischer Komponist und Textdichter
- Russell, Brenda (* 1949), amerikanische R&B-, Jazz- und Popsängerin
- Russell, Brooke, US-amerikanische R&B- und Soul-Sängerin
- Russell, Bryon (* 1970), US-amerikanischer Basketballtrainer und -spieler

###### Russell, C
- Russell, Calvin (1948–2011), US-amerikanischer Musiker, Vertreter des Roots Rock
- Russell, Cam (* 1969), kanadischer Eishockeyspieler, -trainer und -funktionär
- Russell, Cameron (* 1987), US-amerikanisches Model
- Russell, Carolyn (* 1974), kanadische Squashspielerin
- Russell, Carrie (* 1990), jamaikanische Bobfahrer- und Sprinterin
- Russell, Catherine (* 1956), amerikanische Jazz- und Blues-Sängerin
- Russell, Catherine M. (* 1961), US-amerikanische Beamtin
- Russell, Charles A. (1852–1902), US-amerikanischer Politiker
- Russell, Charles H. (1903–1989), US-amerikanischer Politiker
- Russell, Charles M. (1864–1926), US-amerikanischer Maler, Skulpteur, Illustrator und Schriftsteller
- Russell, Charles Ritchie, Baron Russell of Killowen (1908–1986), britischer Jurist, Lordrichter
- Russell, Charles Taze (1852–1916), amerikanischer Verleger, Herausgeber und Autor, Mitbegründer einer religiösen BewegungCharles Taze Russell (1852–1916)

Charles Taze Russell (1852–1916)

- Russell, Charles Wells (1818–1867), amerikanischer Politiker
- Russell, Charles, Baron Russell of Killowen (1832–1900), britischer Anwalt, Politiker und Richter
- Russell, Christopher (* 1947), britischer Fernseh- und Radio-Drehbuch- und Kinderbuchautor
- Russell, Chuck (* 1952), US-amerikanischer Regisseur, Produzent und Schreiber
- Russell, Clarissa Peters (1809–1854), US-amerikanische Miniaturmalerin
- Russell, Claud (1871–1959), britischer Diplomat
- Russell, Clive (* 1945), schottischer SchauspielerClive Russell (* 1945)

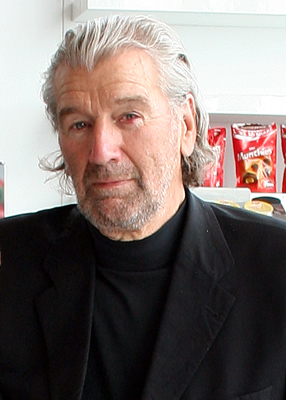
Clive Russell (* 1945)

- Russell, Colin A. (1928–2013), britischer Chemiehistoriker
- Russell, Conrad, 5. Earl Russell (1937–2004), britischer Politiker und Historiker
- Russell, Craig (1948–1990), kanadischer Entertainer und Frauenimitator
- Russell, Craig (* 1956), schottischer Schriftsteller
- Russell, Curly (1917–1986), US-amerikanischer Jazzmusiker

###### Russell, D
- Russell, Dale (1937–2019), kanadischer Paläontologe
- Russell, D’Angelo (* 1996), US-amerikanischer Basketballspieler
- Russell, Daniel Lindsay (1845–1908), US-amerikanischer Politiker
- Russell, Danielle Rose (* 1999), US-amerikanische Schauspielerin
- Russell, Darrell (1976–2005), US-amerikanischer Footballspieler
- Russell, David (* 1953), schottisch-spanischer klassischer Gitarrist
- Russell, David Abel (1780–1861), US-amerikanischer Jurist und Politiker
- Russell, David O. (* 1958), US-amerikanischer Regisseur, Produzent und Schriftsteller
- Russell, David Patrick (1938–2014), südafrikanischer anglikanischer Bischof und Anti-Apartheidsaktivist
- Russell, Deborah (* 1966), neuseeländische Politikerin der New Zealand Labour Party
- Russell, De’Jour (* 2000), jamaikanischer Hürdenläufer
- Russell, DeWayne (* 1994), US-amerikanischer Basketballspieler
- Russell, Diana E. H. (1938–2020), südafrikanisch-US-amerikanische Soziologin, feministische Autorin und Aktivistin
- Russell, Diana, Duchess of Bedford (1710–1735), britische Adlige
- Russell, Dick, australischer Badmintonspieler
- Russell, Donald Andrew (1920–2020), britischer Altphilologe
- Russell, Donald E. (* 1927), US-amerikanischer Paläontologe
- Russell, Donald S. (1906–1998), US-amerikanischer Politiker und Jurist
- Russell, Dora (1894–1986), britische Autorin, Feministin und politische AktivistinDora Russell (1894–1986)

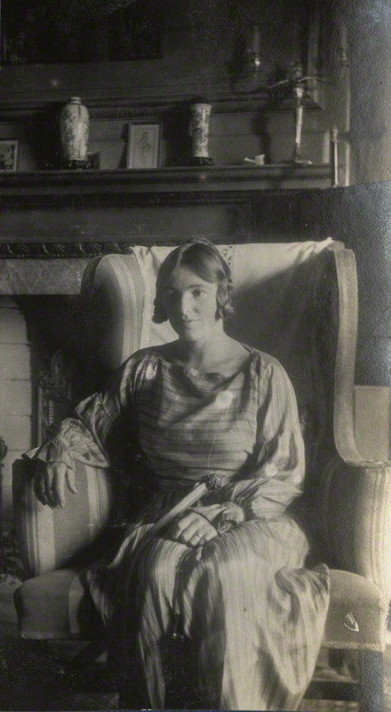
Dora Russell (1894–1986)

- Russell, Dorothy Stuart (1895–1983), britische Pathologin
- Russell, Douglas (* 1946), US-amerikanischer Schwimmer, Olympiasieger

###### Russell, E
- Russell, Edward (1782–1835), US-amerikanischer Bankmanager und Politiker
- Russell, Edward, 1. Earl of Orford (1653–1727), britischer Seeoffizier und Politiker
- Russell, Edward, 2. Baron Russell of Liverpool (1895–1981), britischer Soldat, Anwalt und Historiker
- Russell, Edward, 23. Baron de Clifford (1824–1877), britischer Adliger und Politiker
- Russell, Edward, 26. Baron de Clifford (1907–1982), britischer Autorennfahrer, Militär und Peer
- Russell, Elizabeth (1916–2002), US-amerikanische SchauspielerinElizabeth Russell (1916–2002)

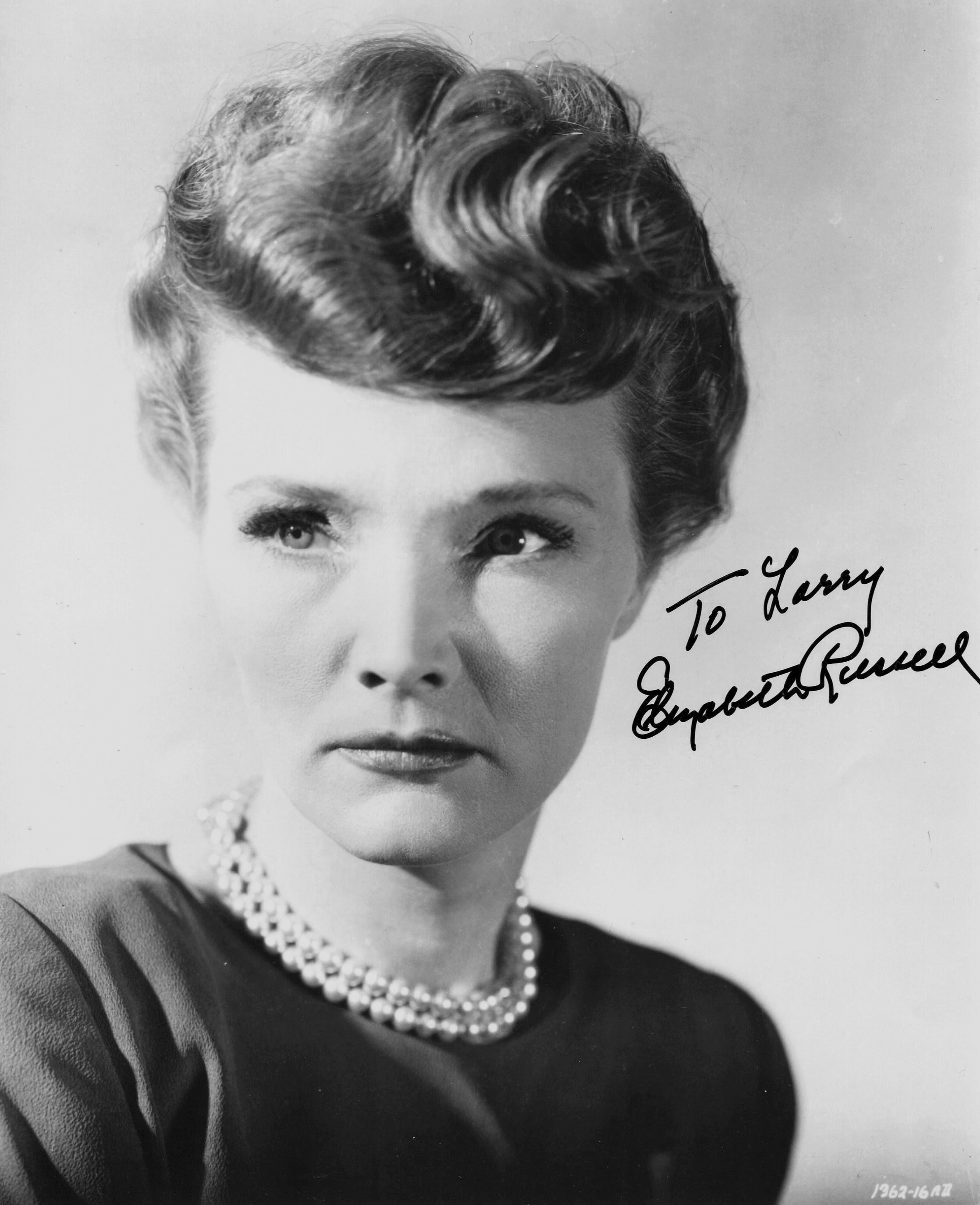
Elizabeth Russell (1916–2002)

- Russell, Elizabeth, Baroness Russell (1528–1609), englische Adlige
- Russell, Ellie (* 2000), britische Radsportlerin
- Russell, Emil (1835–1907), deutscher Jurist, Bürgermeister und Großbankier
- Russell, Enno (1869–1949), deutscher Jurist im Bankwesen
- Russell, Eric Frank (1905–1978), britischer Schriftsteller
- Russell, Erica (* 1951), neuseeländische Animatorin und Regisseurin
- Russell, Ethan (* 1945), US-amerikanischer Fotograf

###### Russell, F
- Russell, Finn (* 1992), schottischer Rugby-Union-Spieler
- Russell, Francis, 2. Earl of Bedford (1527–1585), englischer Peer und Politiker
- Russell, Francis, 5. Duke of Bedford (1765–1802), britischer Adliger und Politiker
- Russell, Francis, 7. Duke of Bedford (1788–1861), britischer Politiker, Mitglied des House of Commons und des House of Lords
- Russell, Francis, Marquess of Tavistock (1739–1767), britischer Adliger und Politiker
- Russell, Frank (1857–1925), US-amerikanischer Schauspieler
- Russell, Frank, 2. Earl Russell (1865–1931), britischer Politiker
- Russell, Frank, Baron Russell of Killowen (1867–1946), britischer Jurist

###### Russell, G
- Russell, Gail (1924–1961), US-amerikanische Film- und Fernsehschauspielerin
- Russell, Gary (* 1963), britischer Schauspieler und Autor
- Russell, Gary Antuanne (* 1996), US-amerikanischer Boxer
- Russell, Gary junior (* 1988), US-amerikanischer Boxer
- Russell, Geoffrey, 4. Baron Ampthill (1921–2011), britischer Peer, Politiker und Geschäftsmann
- Russell, George (1923–2009), US-amerikanischer Jazz-Musiker, Komponist und Musiktheoretiker
- Russell, George (* 1998), britischer AutomobilrennfahrerGeorge Russell (* 1998)

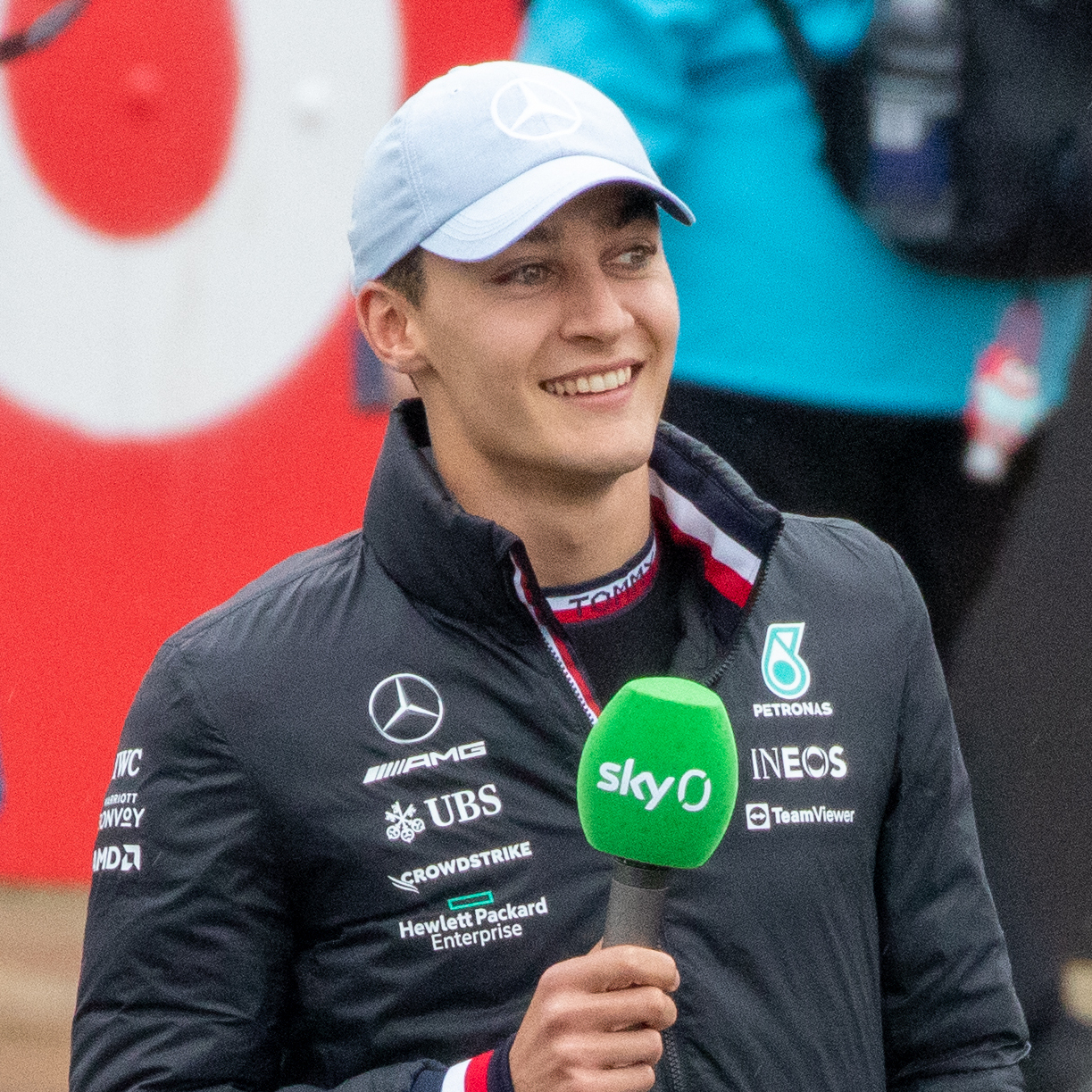
George Russell (* 1998)

- Russell, George William (1867–1935), nordirischer Dichter, Maler, Journalist und Theosoph
- Russell, Gillian (* 1973), jamaikanische Hürdenläuferin und Sprinterin
- Russell, Gloria (1912–1963), US-amerikanische Speerwerferin
- Russell, Gordon J. (1859–1919), US-amerikanischer Jurist und Politiker
- Russell, Grayson (* 1998), US-amerikanischer Schauspieler
- Russell, Greg P., US-amerikanischer Tontechniker

###### Russell, H
- Russell, Hal (1926–1992), US-amerikanischer Jazz-Musiker
- Russell, Harold (1914–2002), US-amerikanischer Filmschauspieler kanadischer Abstammung
- Russell, Hastings, 12. Duke of Bedford (1888–1953), britischer Adliger und Politiker
- Russell, Henry (1904–1986), US-amerikanischer Leichtathlet
- Russell, Henry Norris (1877–1957), US-amerikanischer Astronom
- Russell, Hugh (1959–2023), nordirischer Boxer

###### Russell, I
- Russell, Iain (* 1982), schottischer Fußballspieler
- Russell, Ian (* 1975), US-amerikanischer Fußballspieler und -trainer
- Russell, Israel Cook (1852–1906), US-amerikanischer Geologe

###### Russell, J
- Russell, J. Edward (1867–1953), US-amerikanischer Politiker
- Russell, J. Stephen (* 1951), US-amerikanischer Anglist
- Russell, JaMarcus (* 1985), US-amerikanischer American-Football-SpielerJaMarcus Russell (* 1985)

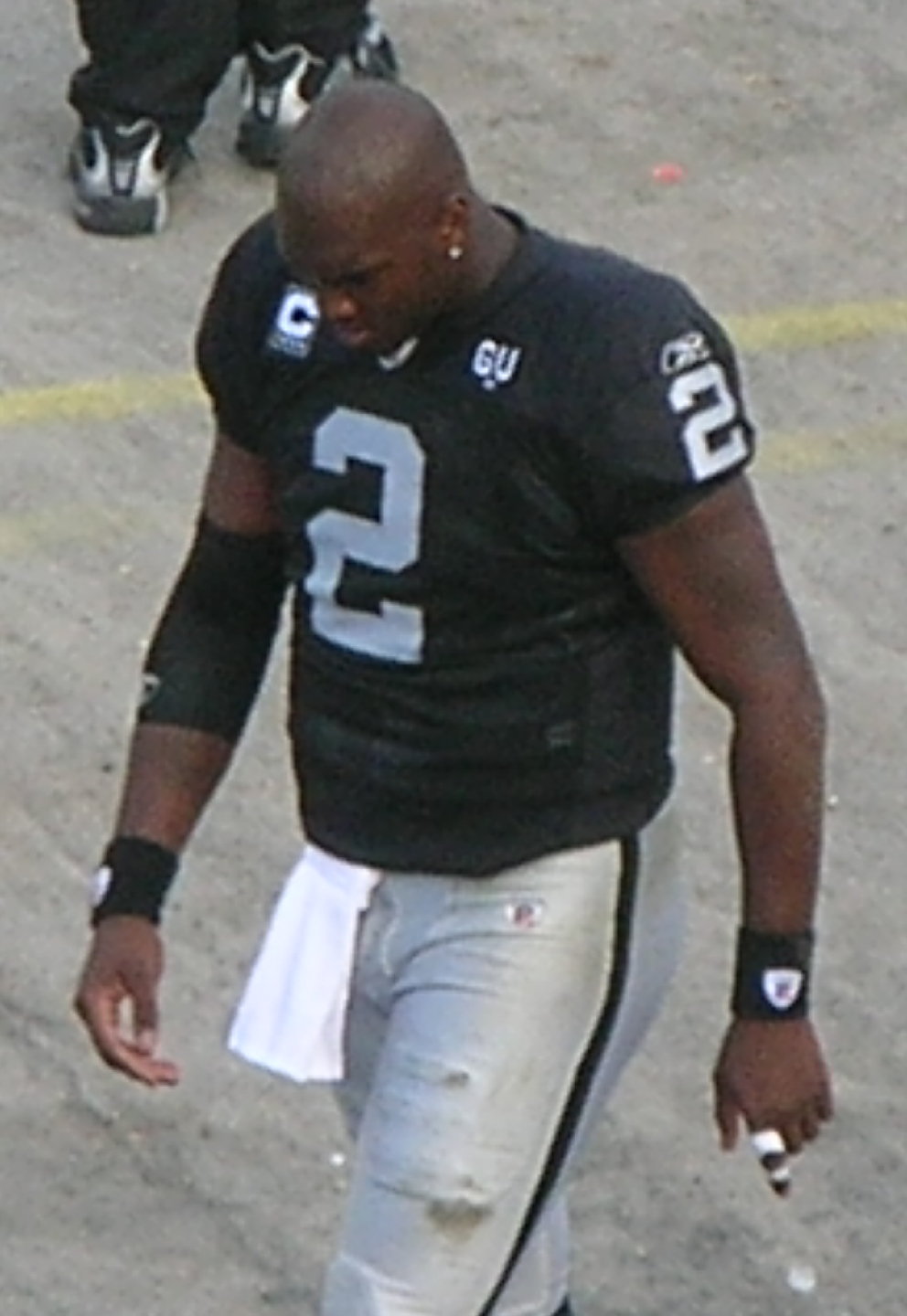
JaMarcus Russell (* 1985)

- Russell, James McPherson (1786–1870), US-amerikanischer Politiker
- Russell, James S. (1903–1996), US-amerikanischer Admiral der US Navy
- Russell, James T. (* 1931), US-amerikanischer Physiker
- Russell, Jane (1911–1967), amerikanische Endokrinologin
- Russell, Jane (1921–2011), US-amerikanische SchauspielerinJane Russell (1921–2011)

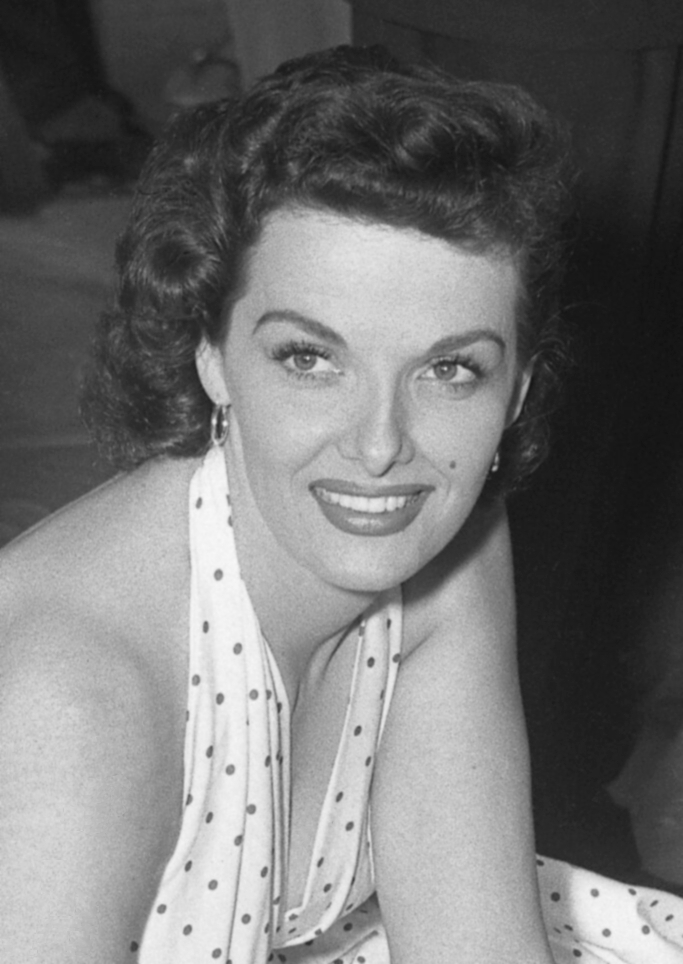
Jane Russell (1921–2011)

- Russell, Janieve (* 1993), jamaikanische Leichtathletin
- Russell, Jay (* 1960), US-amerikanischer Filmregisseur, Drehbuchautor und Filmproduzent
- Russell, Jeffrey B. (1934–2023), US-amerikanischer Historiker und Religionswissenschaftler
- Russell, Jenna (* 1967), britische Theaterschauspielerin
- Russell, Jennifer (* 1978), US-amerikanische Tennisspielerin
- Russell, Jeremiah (1786–1867), US-amerikanischer Politiker
- Russell, JoAnne (* 1954), US-amerikanische Tennisspielerin
- Russell, John († 1494), englischer Geistlicher
- Russell, John (1745–1806), englischer Maler und Pastellmaler
- Russell, John (1772–1842), US-amerikanischer Arzt und Politiker
- Russell, John (1795–1883), britischer Pfarrer und Hundezüchter
- Russell, John (1796–1846), schottischer Anwalt und Reiseschriftsteller
- Russell, John (1827–1869), US-amerikanischer Lehrer und Politiker (Republikanische Partei)
- Russell, John (1921–1991), US-amerikanischer Schauspieler
- Russell, John (1935–2019), britischer Ruderer
- Russell, John (1954–2021), britischer Jazz- und Improvisationsmusiker
- Russell, John E. (1834–1903), US-amerikanischer Politiker
- Russell, John H. Jr. (1872–1947), US-amerikanischer Befehlshaber des Marine Corps
- Russell, John Joyce (1897–1993), US-amerikanischer Geistlicher, Bischof von Richmond
- Russell, John L. (1905–1967), US-amerikanischer Kameramann
- Russell, John Peter (1858–1930), australischer Maler
- Russell, John Scott (1808–1882), britischer Schiffbauer
- Russell, John, 1. Earl of Bedford (1485–1555), englischer Staatsmann
- Russell, John, 1. Earl Russell (1792–1878), britischer Politiker, Mitglied des House of Commons, PremierministerJohn Russell, 1. Earl Russell (1792–1878)

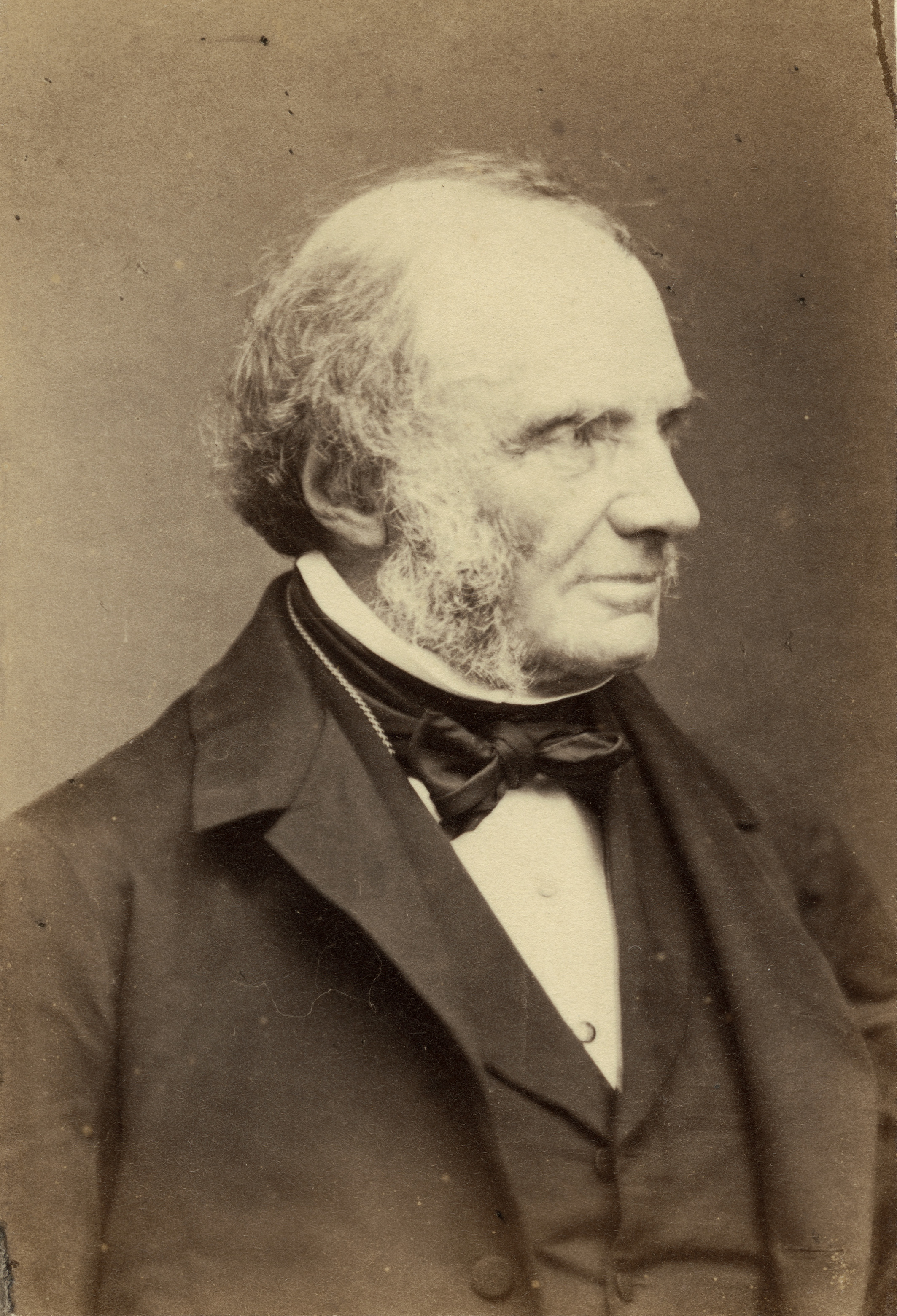
John Russell, 1. Earl Russell (1792–1878)

- Russell, John, 13. Duke of Bedford (1917–2002), britischer Adliger und Schriftsteller
- Russell, John, 27. Baron de Clifford (1928–2018), britischer Adliger und Politiker
- Russell, John, 3. Baron Russell († 1584), englischer Peer und Politiker
- Russell, John, 4. Duke of Bedford (1710–1771), britischer Adliger und Politiker
- Russell, John, 4. Earl Russell (1921–1987), britischer Adliger und Mitglied des House of Lords
- Russell, John, 7. Earl Russell (* 1971), britischer Peer und Politiker
- Russell, Johnny (1940–2001), US-amerikanischer Country-Musiker und Songwriter
- Russell, Johnny (* 1990), schottischer Fußballspieler
- Russell, Jonathan (1771–1832), US-amerikanischer Politiker
- Russell, Joseph (1800–1875), US-amerikanischer Politiker
- Russell, Joseph J. (1854–1922), US-amerikanischer Politiker
- Russell, Julie-Ann (* 1991), irische Fußballspielerin

###### Russell, K
- Russell, Karen (* 1981), US-amerikanische Schriftstellerin
- Russell, Karl (1870–1950), deutscher Verwaltungsjurist und Kommunalpolitiker (Zentrum), 1919–1931 Oberbürgermeister von Koblenz
- Russell, Kate (* 1968), britische Journalistin
- Russell, Kate (* 1989), US-amerikanische Fußballspielerin
- Russell, Kate Elizabeth (* 1984), US-amerikanische Autorin
- Russell, Katharine, Viscountess Amberley (1842–1874), britische Suffragette
- Russell, Kathleen (1912–1992), südafrikanische Schwimmerin
- Russell, Kathleen (1927–1969), jamaikanische Weitspringerin, Hochspringerin, Sprinterin und Hürdenläuferin
- Russell, Ken (1927–2011), britischer Filmregisseur und -produzent, Drehbuchautor und Schauspieler
- Russell, Ken (1929–2017), britischer Radrennfahrer
- Russell, Ken (1935–2014), US-amerikanischer American-Football-Spieler
- Russell, Keri (* 1976), US-amerikanische Schauspielerin
- Russell, Kevin (* 1964), britischer Sänger
- Russell, Kris (* 1987), kanadischer Eishockeyspieler
- Russell, Kurt (* 1951), US-amerikanischer SchauspielerKurt Russell (* 1951)

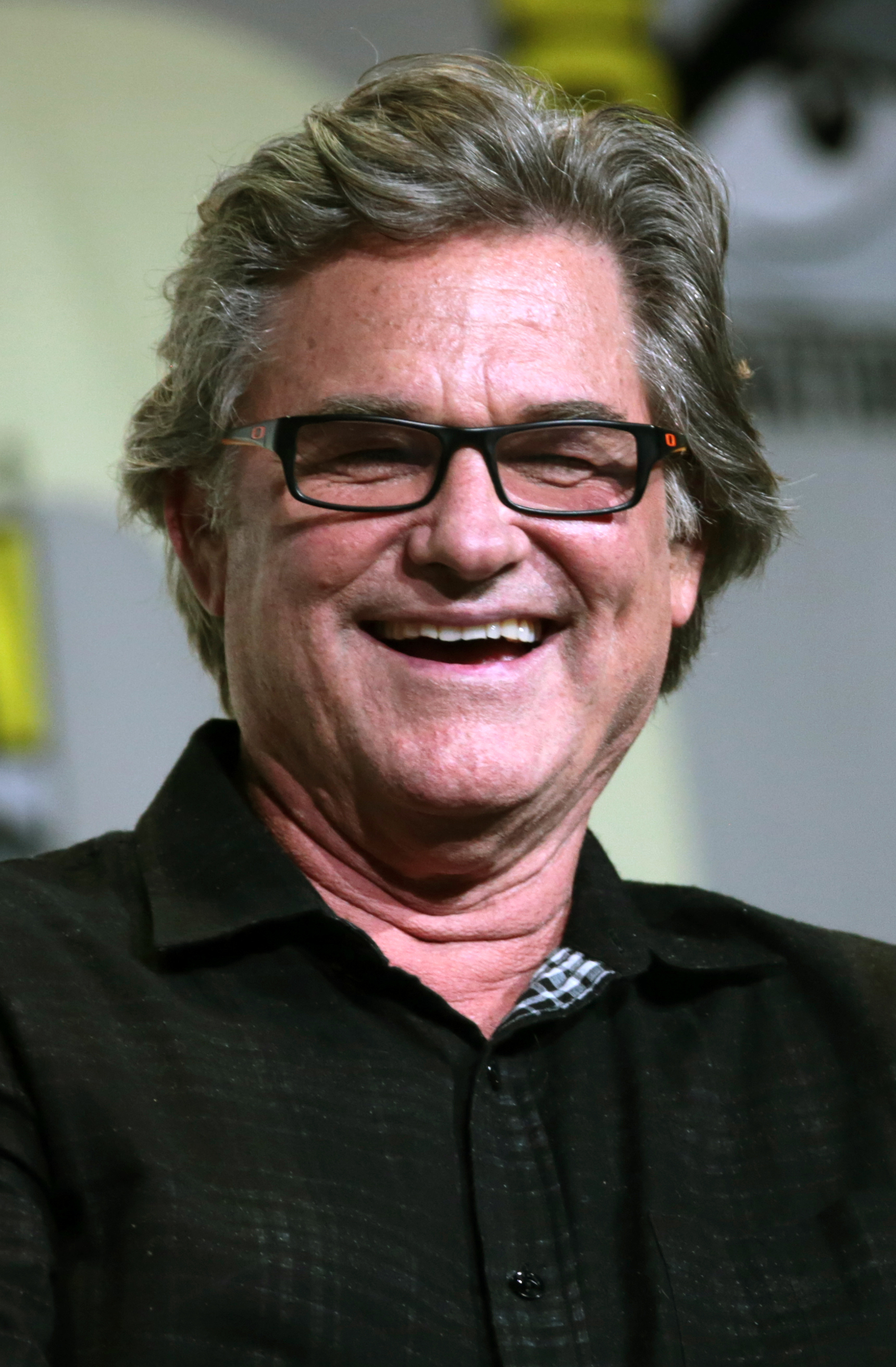
Kurt Russell (* 1951)

- Russell, Kyle (* 1993), US-amerikanischer Volleyballspieler

###### Russell, L
- Russell, Larry (1913–1954), US-amerikanischer Filmkomponist, Arrangeur und Dirigent
- Russell, Lee M. (1875–1943), US-amerikanischer Politiker
- Russell, Leon (1942–2016), US-amerikanischer Musiker
- Russell, Leslie W. (1840–1903), US-amerikanischer Jurist und Politiker
- Russell, Letty (1929–2007), US-amerikanische Theologin
- Russell, Liane B. (1923–2019), US-amerikanische Genetikerin
- Russell, Lillian (1861–1922), US-amerikanische Schauspielerin und Operettensängerin (Sopran)
- Russell, Lloyd W., US-amerikanischer Techniker und Filmschaffender
- Russell, Loris S. (1904–1998), kanadisch-US-amerikanischer Paläontologe und Hochschullehrer
- Russell, Lucy (* 1972), britische Schauspielerin
- Russell, Luis (1902–1963), US-amerikanischer Jazzmusiker (Piano, Bigband-Leader, Arrangement, Komponist)
- Russell, Lynn Paula (* 1949), englische Zeichnerin, Malerin, Schauspielerin und Autorin

###### Russell, M
- Russell, Margaret (1560–1616), englische Adlige und Alchemistin
- Russell, Margaret, australische Badmintonspielerin
- Russell, Marjory (1929–2015), schottische Badmintonspielerin
- Russell, Mark (1929–2005), britischer Diplomat
- Russell, Mark (* 1933), US-amerikanischer Schauspieler
- Russell, Mary Doria (* 1950), US-amerikanische Schriftstellerin
- Russell, Mary, Duchess of Bedford (1865–1937), britische Pilotin und Ornithologin
- Russell, Masai (* 2000), US-amerikanische Hürdenläuferin
- Russell, Matt (* 1983), US-amerikanischer Triathlet
- Russell, McKinney (1929–2016), US-amerikanischer Diplomat und Journalist
- Russell, Mercedes (* 1995), US-amerikanische Basketballspielerin
- Russell, Michael (1920–2009), irischer Geistlicher, römisch-katholischer Bischof
- Russell, Michael (* 1953), schottischer Politiker
- Russell, Michael Craig (* 1978), US-amerikanischer Tennisspieler
- Russell, Mike (* 1969), englischer English-Billiards-Spieler und -Trainer
- Russell, Morgan (1886–1953), US-amerikanischer Maler, Mitbegründer des Synchromismus
- Russell, Moses B. (1809–1884), US-amerikanischer Porträt‑ und Miniaturmaler

###### Russell, N
- Russell, Naomi (* 1983), US-amerikanische PornodarstellerinNaomi Russell (* 1983)

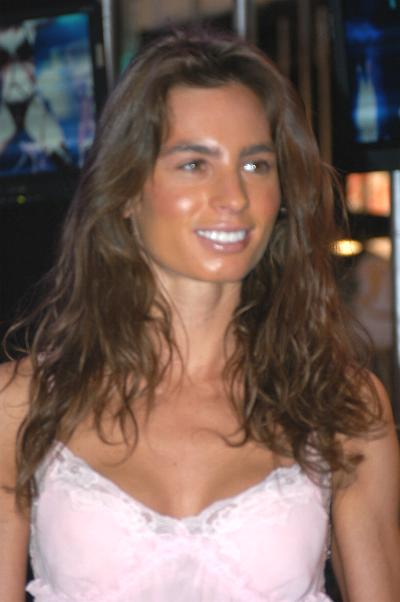
Naomi Russell (* 1983)

- Russell, Nicholas, 6. Earl Russell (1968–2014), britischer Peer und Politiker
- Russell, Nipsey (1918–2005), US-amerikanischer Entertainer

###### Russell, O
- Russell, Odo (1870–1951), britischer Diplomat
- Russell, Odo, 1. Baron Ampthill (1829–1884), britischer Adliger und Diplomat

###### Russell, P
- Russell, P. Craig (* 1951), US-amerikanischer Comic-Autor, -Künstler und Illustrator
- Russell, Patrick (1727–1805), schottischer Chirurg und Herpetologe
- Russell, Paul Elliott (* 1956), US-amerikanischer Autor
- Russell, Paul Fitzpatrick (* 1959), US-amerikanischer römisch-katholischer Geistlicher, Weihbischof in Detroit
- Russell, Pee Wee (1906–1969), US-amerikanischer Klarinettist
- Russell, Peter Edward (1913–2006), britischer Historiker, Romanist, Hispanist und Mediävist neuseeländischer Herkunft
- Russell, Phil (* 1952), kanadischer Eishockeyspieler und -trainer
- Russell, Philip (* 1953), britischer Physiker

###### Russell, R
- Russell, Rachel Renée (* 1959), US-amerikanische Jugendbuchautorin
- Russell, Ralph (1918–2008), britischer Orientalist und Linguist
- Russell, Ray (1924–1999), amerikanischer Schriftsteller
- Russell, Ray (* 1947), britischer Fusiongitarrist und Komponist
- Russell, Regan (1955–2020), kanadische Tierschutzaktivistin
- Russell, Richard (1687–1759), britischer Arzt
- Russell, Richard (1989–2018), US-amerikanischer Abfertiger
- Russell, Richard B. (1897–1971), US-amerikanischer PolitikerRichard B. Russell (1897–1971)

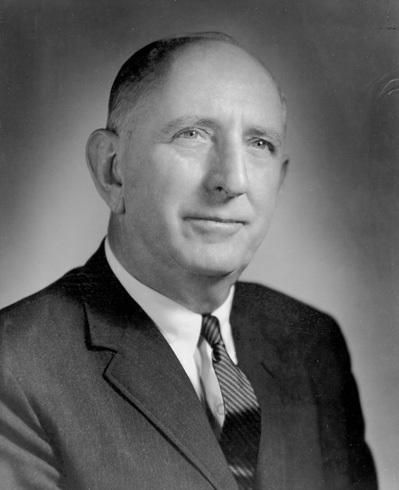
Richard B. Russell (1897–1971)

- Russell, Richard M. (1891–1977), US-amerikanischer Politiker
- Russell, Robert (1912–1992), US-amerikanischer Drehbuchautor
- Russell, Robert (1936–2008), englischer Schauspieler
- Russell, Robert (* 1958), US-amerikanischer Elektronik-Ingenieur
- Russell, Rosalind (1907–1976), US-amerikanische SchauspielerinRosalind Russell (1907–1976)

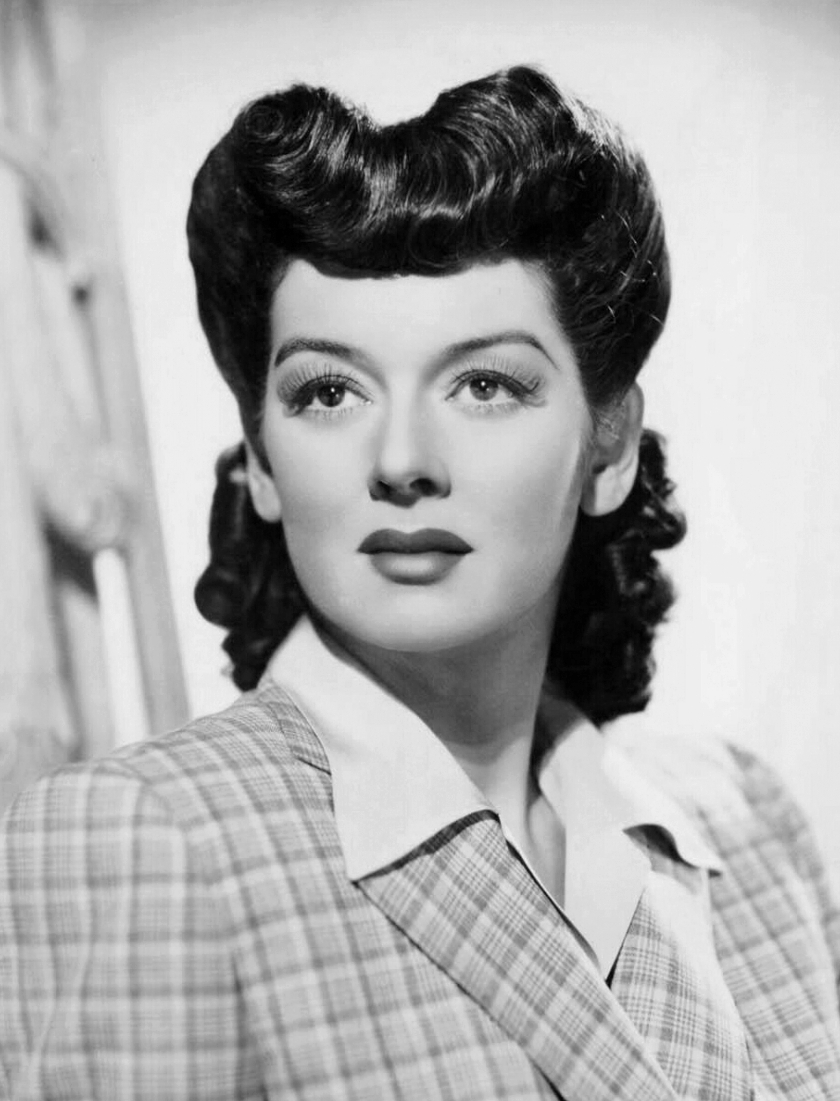
Rosalind Russell (1907–1976)

- Russell, Ross (1909–2000), US-amerikanischer Jazz-Produzent und Autor
- Russell, Rusty (* 1973), australischer Informatiker
- Russell, Ryan (* 1987), kanadischer Eishockeyspieler

###### Russell, S
- Russell, Sam M. (1889–1971), US-amerikanischer Politiker
- Russell, Samuel Lyon (1816–1891), US-amerikanischer Politiker
- Russell, Scott (* 1964), US-amerikanischer Motorradrennfahrer
- Russell, Seán (1893–1940), irischer Revolutionär
- Russell, Sean (* 1952), kanadischer Fantasy-Autor
- Russell, Shirley (1935–2002), britische Kostümbildnerin
- Russell, Simon, 3. Baron Russell of Liverpool (* 1952), britischer Peer und Politiker
- Russell, Snookum (1913–1981), US-amerikanischer Pianist und Bandleader
- Russell, Stan, australischer Badmintonspieler
- Russell, Steve (* 1963), US-amerikanischer Politiker
- Russell, Steven Jay (* 1957), US-amerikanischer Trickbetrüger und Hochstapler
- Russell, Stuart (* 1962), britischer Wissenschaftler auf dem Gebiet der künstlichen Intelligenz

###### Russell, T
- Russell, Taylor (* 1994), kanadische SchauspielerinTaylor Russell (* 1994)

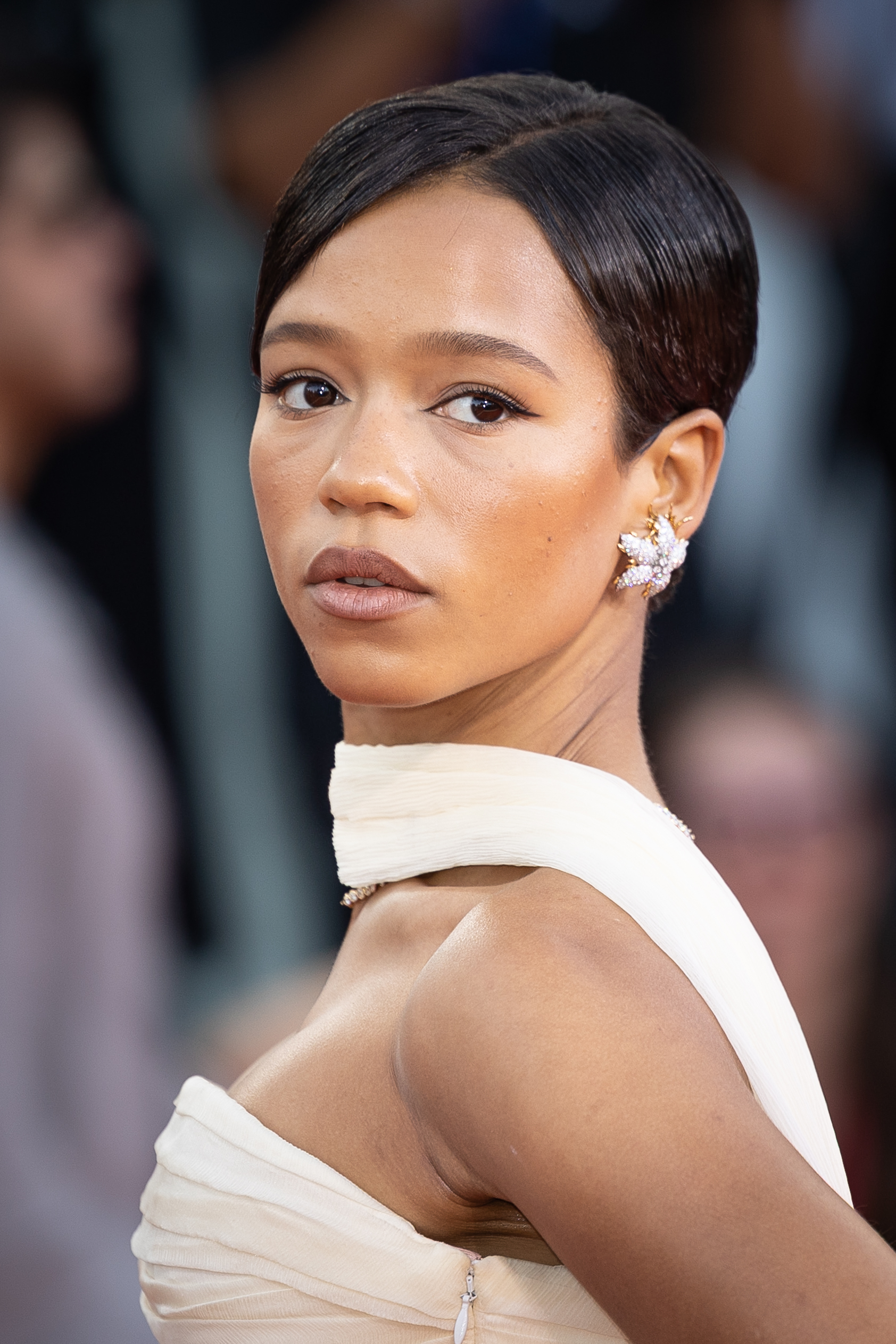
Taylor Russell (* 1994)

- Russell, Ted (1912–2004), irischer Politiker, Rugbyspieler und Unternehmensleiter
- Russell, Tekarei (* 1937), kiribatische Politikerin
- Russell, Theresa (* 1957), US-amerikanische Schauspielerin
- Russell, Tom (* 1953), US-amerikanischer Sänger und Songwriter

###### Russell, W
- Russell, Walter (1871–1963), US-amerikanischer Maler, Bildhauer, Architekt, Philosoph und Mystiker
- Russell, William (1777–1813), englischer Komponist
- Russell, William (1782–1845), US-amerikanischer Politiker
- Russell, William (1852–1940), schottischer Arzt, Pathologe und Hochschullehrer
- Russell, William (1857–1896), US-amerikanischer Politiker
- Russell, William (1924–2024), britischer Schauspieler
- Russell, William (* 1965), britischer Investmentbanker und 692. Lord Mayor of London
- Russell, William A. (1831–1899), US-amerikanischer Politiker
- Russell, William Fiero (1812–1896), US-amerikanischer Politiker
- Russell, William Hepburn (1812–1872), US-amerikanischer Geschäftsmann
- Russell, William Howard (1821–1907), irischer Journalist
- Russell, William Huntington (1809–1885), US-amerikanischer Arzt, Begründer der Yale-Geheimgesellschaft Skull & Bones
- Russell, William James (1830–1909), britischer Chemiker
- Russell, William L. (1910–2003), US-amerikanischer Genetiker
- Russell, William Martin (* 1947), englischer Autor und Komponist
- Russell, William Thomas (1863–1927), US-amerikanischer Geistlicher, römisch-katholischer Bischof von Charleston
- Russell, William, Lord Russell (1639–1683), englischer Politiker
- Russell, Wriothesley, 3. Duke of Bedford (1708–1732), britischer Adliger und Politiker
- Russell, Wyatt (* 1986), US-amerikanischer Schauspieler und EishockeytorwartWyatt Russell (* 1986)

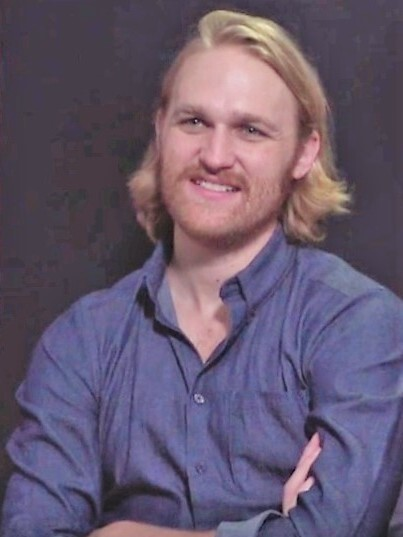
Wyatt Russell (* 1986)

###### Russell-B
- Russell-Brown, Claude (1873–1939), kanadischer Tennisspieler
- Russell-Brown, Katheryn (* 1961), US-amerikanische Rechtswissenschaftlerin und Kriminologin sowie Kinderbuchautorin

###### Russell-R
- Russell-Rowe, Jacen (* 2002), kanadisch-jamaikanischer Fußballspieler

###### Russelm
- Russelmann, Luca (* 2000), deutscher Volleyballspieler

##### Russen
- Russenberg, Johann († 1457), Lübecker Kaufmann und Ratsherr der Hansestadt
- Russenberger, Andreas (* 1968), Schweizer Schriftsteller und ehemaliger Bankmanager
- Russenberger, Armin (1928–2006), Schweizer Radrennfahrer
- Russenberger, Christian, Schweizer Klassischer Archäologe
- Russenberger, Eduard (1834–1909), Schweizer Politiker

##### Russer
- Russer, Peter (* 1943), österreichischer Hochfrequenztechniker und Hochschullehrer
- Russert, Tim (1950–2008), US-amerikanischer Journalist

##### Russet
- Russett, Bruce (1935–2023), US-amerikanischer Politikwissenschaftler

##### Russew
- Russew, Bogdan (* 1975), bulgarischer Schriftsteller
- Russew, Janko (* 1958), bulgarischer Gewichtheber
- Russew, Miltscho (1924–2006), bulgarischer Radrennfahrer
- Russew, Swetlin (1933–2018), bulgarischer Maler
- Russew, Swilen (1914–1944), bulgarischer Aktivist und Partisan

##### Russez
- Russezki, Sjarhej (* 1989), belarussischer Fußballspieler

#### Russi
- Russi Assumpção, Eduardo (* 1995), brasilianischer Tennisspieler
- Russi, Bernhard (* 1948), Schweizer Skirennfahrer, Fernsehkommentator und SkipistenarchitektBernhard Russi (* 1948)

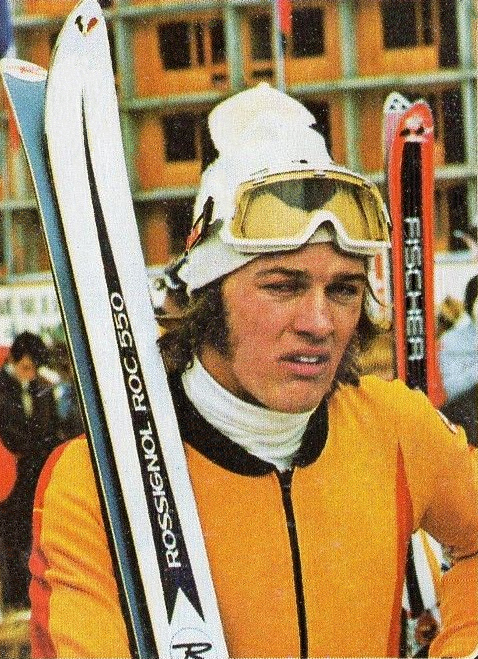
Bernhard Russi (* 1948)

- Russi, Florian (* 1941), deutscher Buchautor
- Russi, Franco dei, italienischer Maler der Frührenaissance
- Russi, John del, US-amerikanischer Sänger und Multiinstrumentalist
- Russi, Kevin (* 1992), Schweizer Biathlet
- Russi, Nina (* 1984), Schweizer Opernregisseurin
- Russin, Babe (1911–1984), US-amerikanischer Jazz-Saxophonist
- Russinger, Georg († 1439), Schweizer Benediktinermönch, Abt des Klosters Muri
- Russinho (1902–1992), brasilianischer Fußballspieler
- Russino, Concetta, italienische Schauspielerin
- Russinovich, Mark (* 1966), US-amerikanischer Computersicherheitsexperte und Autor
- Russinow, Dmytro (* 1990), ukrainischer Biathlet
- Russinow, Juri Antonowitsch, griechisch-russischer Schiffbauer
- Russinow, Roman Alexandrowitsch (* 1981), russischer Autorennfahrer
- Russinow, Sergei Walentinowitsch (* 1971), russischer Biathlet
- Russinow, Swilen (* 1964), bulgarischer Boxer

#### Russk
- Russka, Ida (1890–1983), österreichische Sängerin, Schauspielerin und Regisseurin
- Russki, Nikolai Wladimirowitsch (1854–1918), russischer Offizier und GeneralstabschefNikolai Wladimirowitsch Russki (1854–1918)

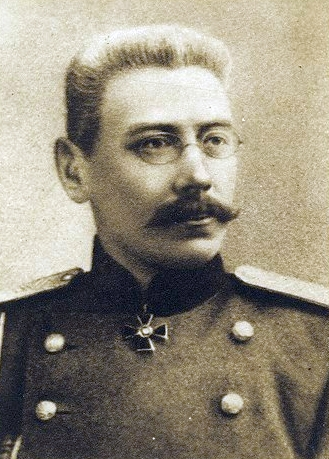
Nikolai Wladimirowitsch Russki (1854–1918)

- Russkich, Alexander Wladimirowitsch (* 1978), russischer Badmintonspieler
- Russkich, Anastassija Wladimirowna (* 1983), russische Badmintonspielerin

#### Russm
- Russmann, Bettina (* 1968), deutsche Jazzmusikerin (Saxophon, Komposition)
- Rußmann, Christoph (* 1966), deutscher Physiker, Hochschullehrer und Autor
- Rüßmann, Georg (1919–1986), deutscher Komponist, Dirigent und Musikant
- Rüßmann, Helmut (1930–2011), deutscher Mathematiker
- Rüßmann, Helmut (* 1943), deutscher Rechtswissenschaftler
- Rüssmann, Rolf (1950–2009), deutscher Fußballspieler und -manager
- Rüßmann, Walter (* 1939), deutscher Augenarzt und Schielforscher (Strabologe)

#### Russo
- Russo Iervolino, Rosa (* 1936), italienische Politikerin, Bürgermeisterin von Neapel
- Russo, Aaron (1943–2007), US-amerikanischer Geschäftsmann, Filmemacher, politische Figur der Libertarian Party
- Russo, Adam (* 1983), italo-kanadischer Eishockeytorwart
- Russo, Alecu (1819–1859), rumänischer Schriftsteller
- Russo, Alessia (* 1999), englische FußballspielerinAlessia Russo (* 1999)

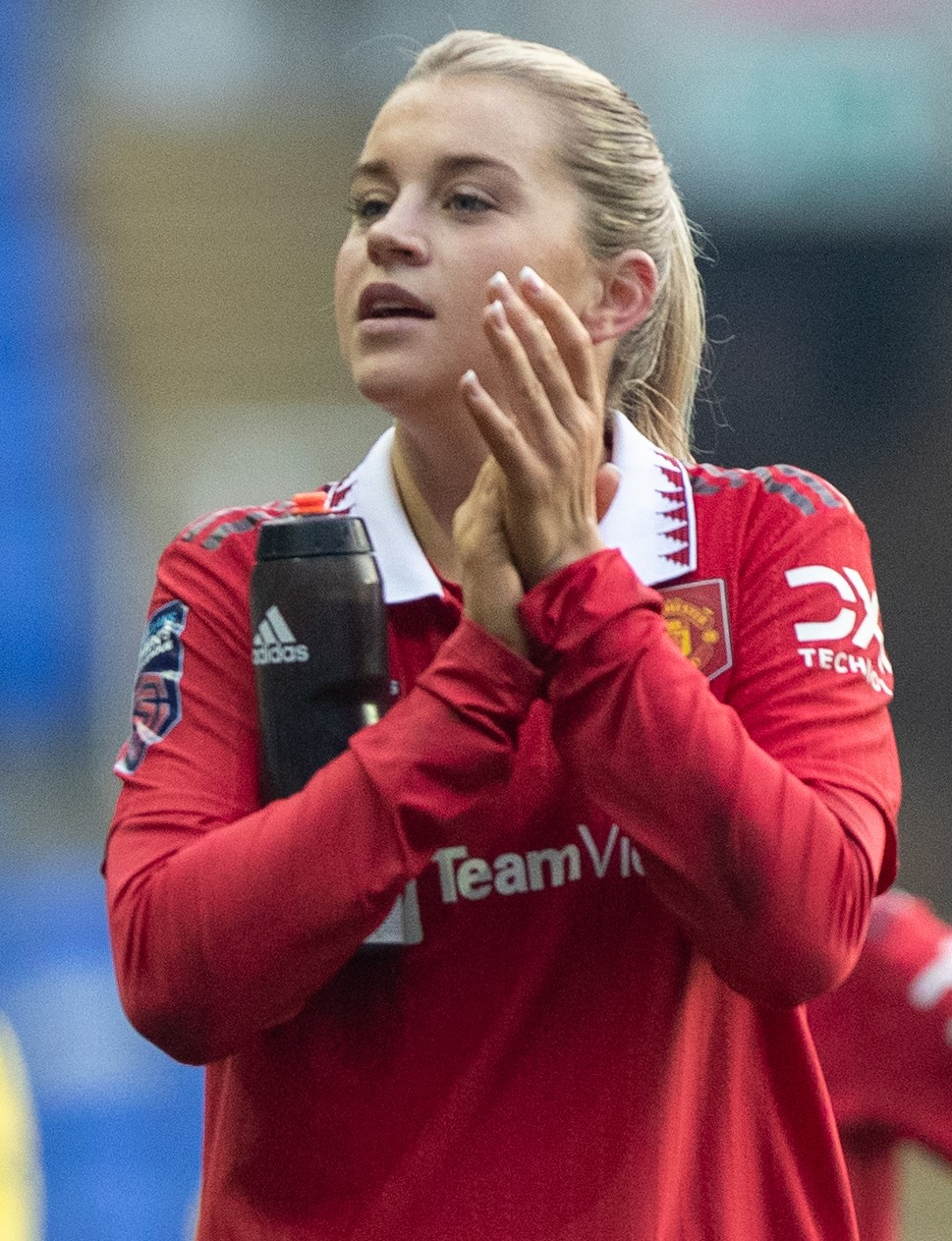
Alessia Russo (* 1999)

- Russo, Anastasia (* 2011), spanische Schauspielerin
- Russo, Andrea (* 1968), deutsche Schriftstellerin
- Russo, Anica (* 2000), deutsche Singer-Songwriterin
- Russo, Anthony (* 1970), US-amerikanischer Filmregisseur
- Russo, Barry (1925–2003), US-amerikanischer Filmschauspieler
- Russo, Bill (1928–2003), US-amerikanischer Jazzmusiker, Komponist und Arrangeur
- Russo, Cailin (* 1993), US-amerikanische Musikerin und Model
- Russo, Carlo (1920–2007), italienischer Politiker, Mitglied der Camera dei deputati und Richter am EGMR
- Russo, Carmen (* 1959), italienische Schauspielerin und Sängerin
- Russo, Clara (* 1876), deutsche Opernsängerin
- Russo, Clément (* 1995), französischer Radrennfahrer
- Russo, Clemente (* 1982), italienischer Boxer
- Russo, Dan (1885–1956), US-amerikanischer Jazz-Violinist und Bigband-Leader
- Russo, Daniel (* 1948), französischer Schauspieler, Drehbuchautor und Synchronsprecher
- Russo, Daniele (* 1973), italienischer Fußballspieler und -trainer
- Russo, Daniele (* 1985), Schweizer Fußballspieler
- Russo, David, US-amerikanischer Komponist für Film und Fernsehen
- Russo, Deanna (* 1979), US-amerikanische Schauspielerin, Regisseurin, Filmproduzentin und Drehbuchautorin
- Russo, Derek (* 1975), US-amerikanischer Schauspieler, Stuntman und Stunt Coordinator, Filmschaffender und Model
- Russo, Eddie (1925–2012), US-amerikanischer Autorennfahrer
- Russo, Eugenie (* 1954), US-amerikanisch-österreichische Pianistin
- Russo, Eugenio (* 1946), italienischer Archäologe
- Russo, Eva (* 1966), italienische Fußballspielerin
- Russo, Giacomo (1937–1967), italienischer Automobilrennfahrer
- Russo, Gianni (* 1943), US-amerikanischer SchauspielerGianni Russo (* 1943)

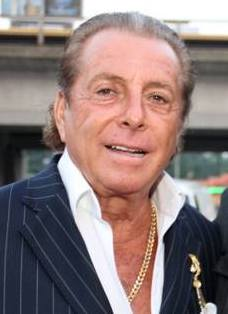
Gianni Russo (* 1943)

- Russo, Giuni (1951–2004), italienische Sängerin und Songwriterin
- Russo, Giuseppe (* 1966), italienischer Geistlicher, römisch-katholischer Bischof von Altamura-Gravina-Acquaviva delle Fonti
- Russo, Ilia (* 1986), belarussischer Tanzsportler (lateinamerikanische Tänze)
- Russo, James (* 1953), US-amerikanischer Schauspieler
- Russo, Jeff (* 1969), US-amerikanischer Komponist und GitarristJeff Russo (* 1969)

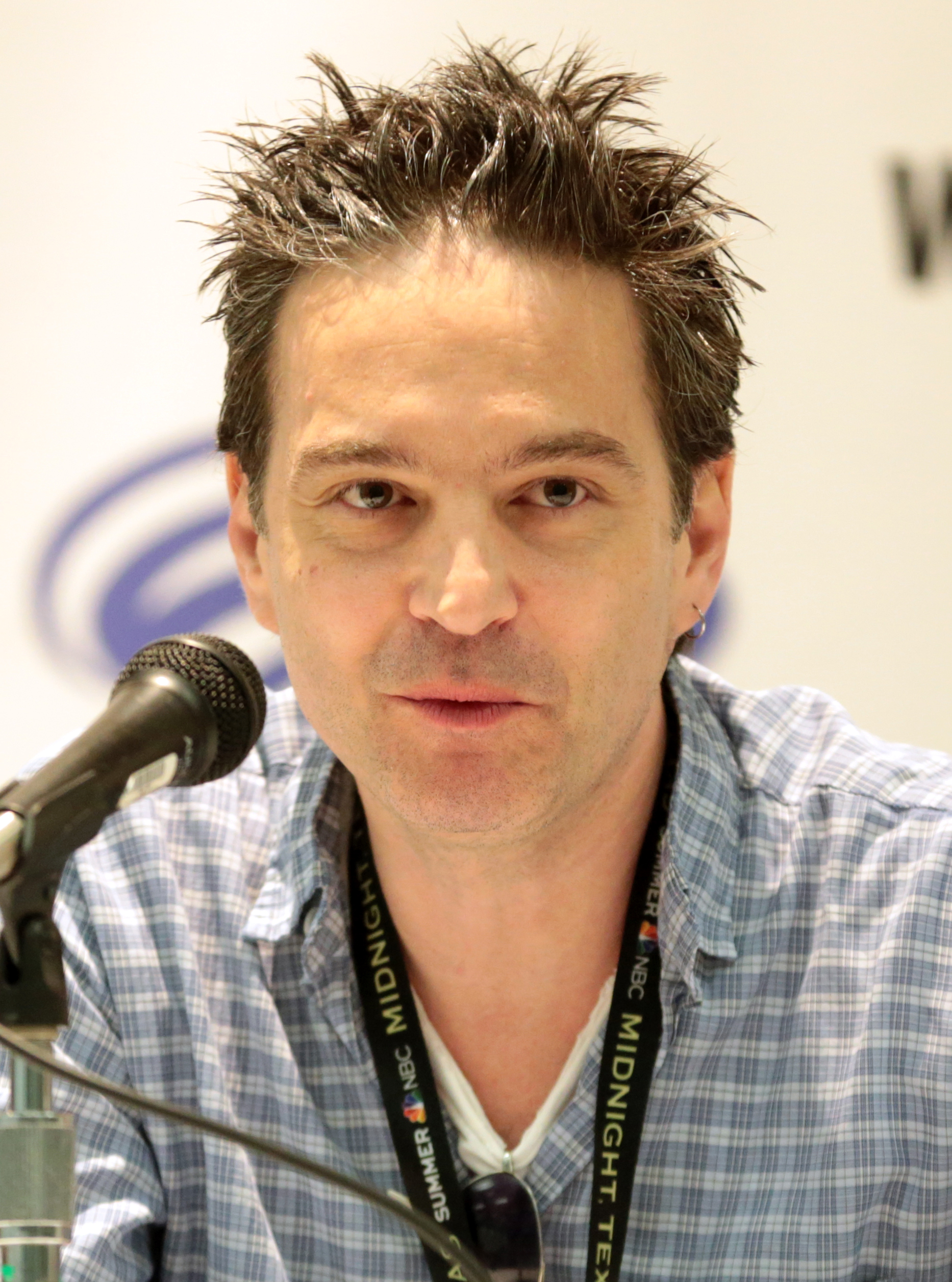
Jeff Russo (* 1969)

- Russo, Joe (* 1971), US-amerikanischer Filmproduzent und Regisseur
- Russo, Joe (* 1976), US-amerikanischer Schlagzeuger
- Russo, John A. (* 1939), US-amerikanischer Drehbuchautor, Filmregisseur Filmproduzent und Filmschauspieler
- Russo, José Luis (* 1958), uruguayischer Fußballspieler
- Russo, Luciano (* 1963), italienischer Geistlicher, Kurienerzbischof der römisch-katholischen Kirche und Diplomat des Heiligen Stuhls
- Russo, Lucio (* 1944), italienischer Physiker, Mathematiker und Wissenschaftshistoriker
- Russo, Luigi (1892–1961), italienischer Romanist, Italianist und Literaturwissenschaftler
- Russo, Luigi (1931–2014), italienischer Drehbuchautor, Filmregisseur und Filmeditor
- Russo, Mariné (* 1980), argentinische Hockeyspielerin
- Russo, Mario (* 1926), italienischer Filmregisseur
- Russo, Marta (1975–1997), italienische Jurastudentin
- Russo, Marty (* 1944), US-amerikanischer Politiker
- Russo, Matías (* 1985), argentinischer Autorennfahrer
- Russo, Michele (1945–2019), italienischer Geistlicher, emeritierter Bischof von Doba
- Russo, Nadia (1901–1988), rumänische Pilotin
- Russo, Nino (* 1939), italienischer Theater- und Filmregisseur
- Russo, Onofrio (* 1953), italienischer Autorennfahrer
- Russo, Patricia (* 1952), US-amerikanische Managerin
- Russo, Patti (* 1964), US-amerikanische Sängerin
- Russo, Paul (1914–1976), US-amerikanischer Rennfahrer
- Russo, Philibert (1885–1965), französischer Geologe
- Russo, Piera (* 1991), italienische Schauspielerin
- Russo, Renato (1960–1996), brasilianischer Sänger und Komponist
- Russo, Rene (* 1954), US-amerikanische FilmschauspielerinRene Russo (* 1954)

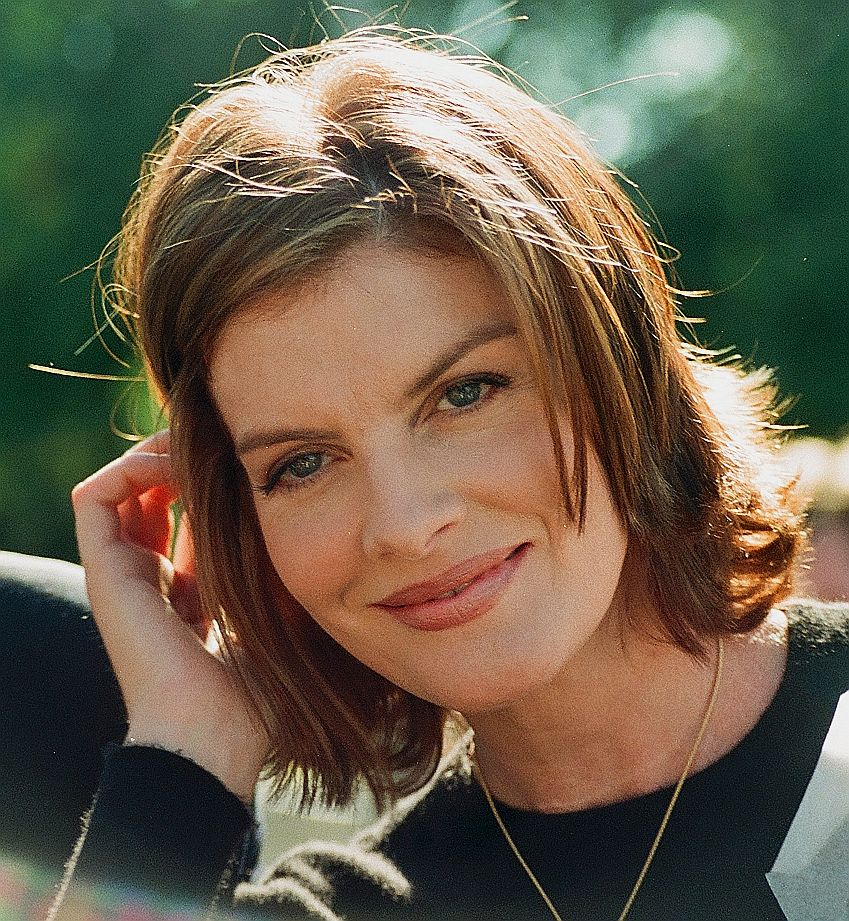
Rene Russo (* 1954)

- Russo, Renzo, italienischer Filmregisseur und Drehbuchautor
- Russo, Richard (* 1949), amerikanischer SchriftstellerRichard Russo (* 1949)

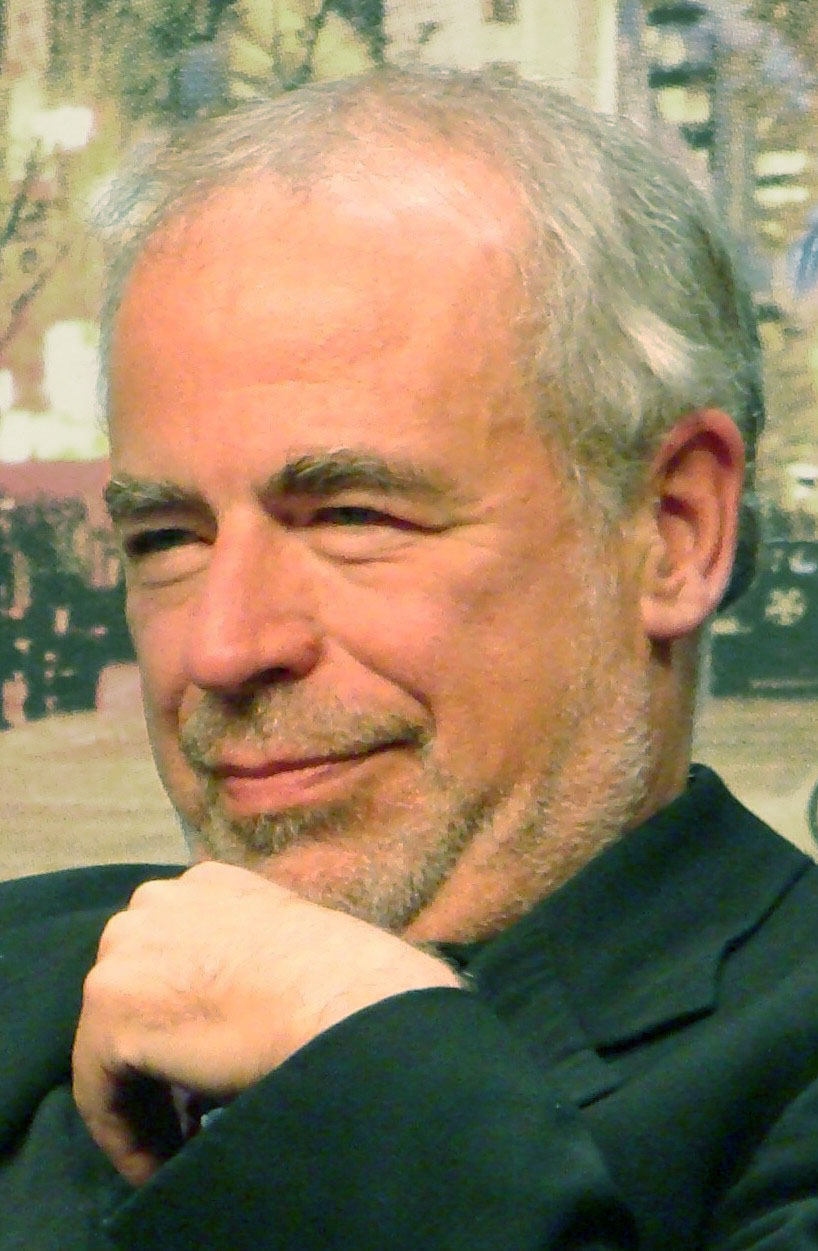
Richard Russo (* 1949)

- Russo, Richard Paul (* 1954), US-amerikanischer Science-Fiction-Autor
- Russo, Robbie (* 1993), US-amerikanischer Eishockeyspieler
- Russo, Roberto (* 1947), italienischer Filmregisseur und -produzent
- Russo, Sonny (1929–2013), amerikanischer Jazzmusiker
- Russo, Stefano (* 1961), italienischer Geistlicher, römisch-katholischer Bischof von Velletri-Segni und Frascati
- Russo, Stefano (* 2000), deutscher Fußballspieler
- Russo, Tommaso (* 1971), italienischer Boxer
- Russo, Vito (1946–1990), US-amerikanischer Autor
- Russo, Vittorio (1934–1997), italienischer Romanist, Italianist und Danteforscher
- Russo, Wilhelm (1900–1954), deutscher Journalist und Bibliothekar
- Russof, Tania (* 1974), lettische Pornodarstellerin
- Russol, Andrij (* 1983), ukrainischer Fußballspieler
- Russolo, Luigi (1885–1947), italienischer futuristischer Maler und Komponist
- Russom, Leon (* 1941), US-amerikanischer Schauspieler
- Russom, Meron (* 1987), eritreischer Straßenradrennfahrer
- Russomano, Thais (* 1963), brasilianische Flug- und Raumfahrtmedizinerin
- Russotto, Mario (* 1957), italienischer Geistlicher, römisch-katholischer Bischof von Caltanissetta
- Rüssow, Balthasar († 1600), Chronist Livlands und Estlands
- Russow, Edmund (1841–1897), russischer Botaniker
- Russow, Friedrich Nikolai (1828–1906), estnischer Museologe, Journalist, Publizist, Dichter und Künstler
- Russow, Lew Alexandrowitsch (1926–1987), sowjetisch-russischer Maler
- Russow, Oleksandr (1847–1915), ukrainischer Statistiker, Anthropologe, Folklorist und Sozialaktivist

#### Russu
- Russu, Ion I. (1911–1985), rumänischer Althistoriker, Epigraphiker, Provinzialrömischer Archäologe und Sprachwissenschaftler

#### Russw
- Rußworm, Hermann Christof von (1565–1605), kaiserlicher Feldmarschall
- Rußwurm, Franz Anton (1831–1881), deutscher katholischer Geistlicher und Politiker (Zentrum), MdR
- Rußwurm, Helmut (1911–1995), deutscher Maler und Grafiker
- Rußwurm, Johann Georg (1781–1848), deutscher Pädagoge und evangelisch-lutherischer Geistlicher
- Rußwurm, Johann Wilhelm Bartholomäus (1770–1855), deutscher Theologe, Pastor und Autor
- Rußwurm, Johannes (1814–1890), deutscher evangelisch-lutherischer Geistlicher und Dompropst am Ratzeburger Dom
- Rußwurm, Josef (1907–1969), römisch-katholischer Geistlicher
- Rußwurm, Karl Friedrich Wilhelm (1812–1883), deutsch-baltischer Pädagoge und Historiker
- Russwurm, Siegfried (* 1963), deutscher Manager
- Russwurm, Vera (* 1959), österreichische Fernsehmoderatorin

#### Russy
- Russy, Karl-Heinz (1937–2024), deutscher Tischtennisspieler
- Russyn, Nasarij (* 1998), ukrainischer Fußballspieler

### Rust
- Rust, Albert (1818–1870), US-amerikanischer Politiker
- Rust, Albert (* 1953), französischer Fußballspieler
- Rust, Alfred (1900–1983), deutscher Archäologe
- Rust, Alfred (* 1975), deutscher Jurist, Richter am Bundesgerichtshof
- Rust, Anna (* 1995), britische Schauspielerin und Synchronsprecherin
- Rust, August (1890–1981), deutscher Landarbeiter, Kleinbauer, Postbote und niederdeutscher Volkserzähler
- Rust, Bärbel (* 1955), deutsche Politikerin (GRÜNE), MdB
- Rust, Benjamin (* 1979), deutscher Basketballspieler
- Rust, Bernhard (1883–1945), deutscher Politiker, MdL, MdR, ReichserziehungsministerBernhard Rust (1883–1945)

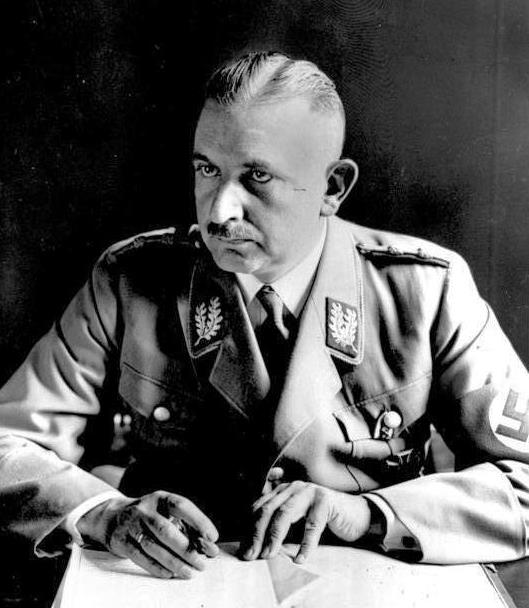
Bernhard Rust (1883–1945)

- Rust, Bettina (* 1967), deutsche Journalistin und ModeratorinBettina Rust (* 1967)

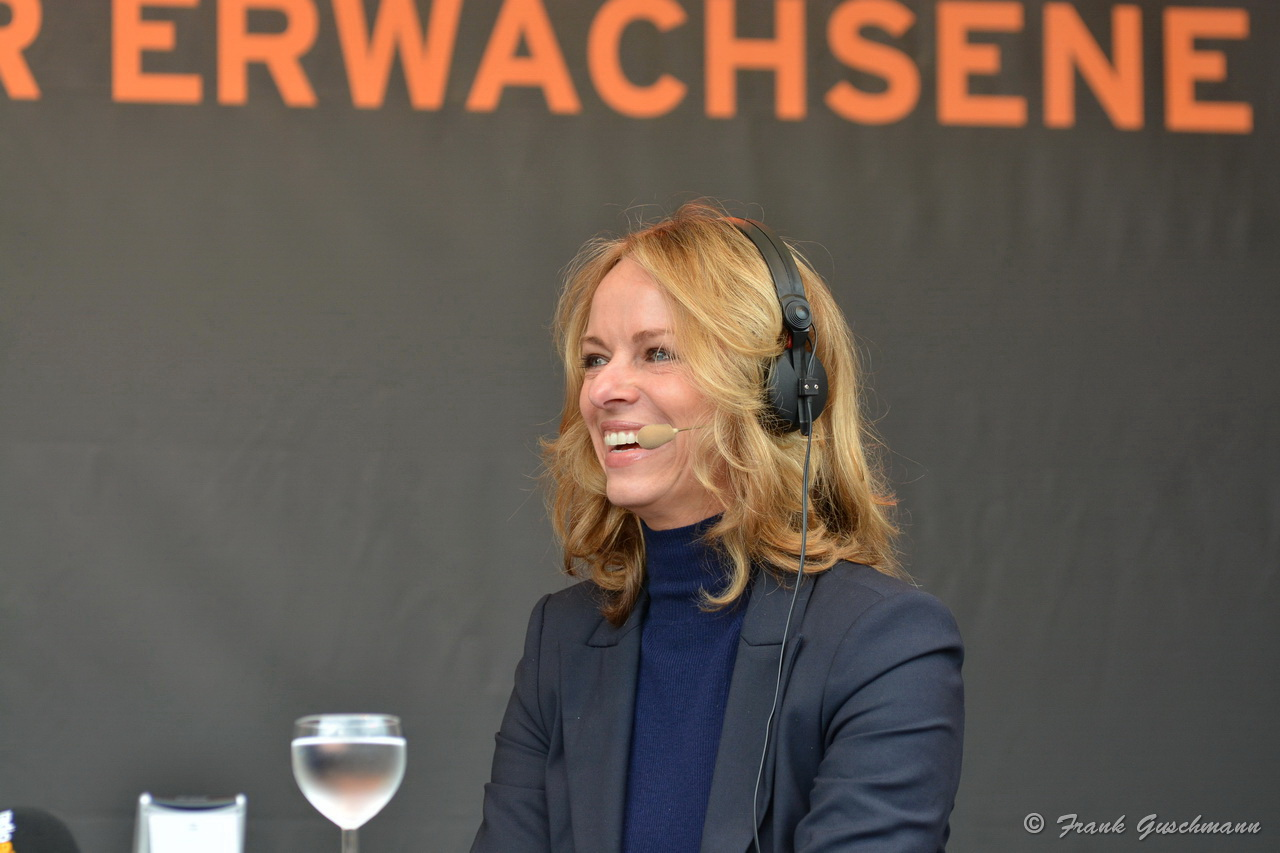
Bettina Rust (* 1967)

- Rust, Brian (1922–2011), englischer Jazz-Diskograph und Musikjournalist
- Rust, Bryan (* 1992), US-amerikanischer Eishockeyspieler
- Rust, Carla (1908–1977), deutsche Schauspielerin
- Rüst, David (1831–1916), deutscher Arzt, Pflanzenmaler, Paläontologe und Ornithologe
- Rust, Dorothea (* 1955), Schweizer Performancekünstlerin und Tänzerin
- Rust, Elisabeth (1958–2004), österreichische Langstrecken- und Bergläuferin
- Rüst, Ernst (1878–1956), Schweizer Chemiker
- Rust, Friedrich Wilhelm (1739–1796), deutscher Komponist
- Rust, Giacomo (1741–1786), italienischer Komponist, vermutlich deutscher Abstammung
- Rust, Graham (* 1942), britischer Künstler und Wandmaler
- Rust, Hans Heinrich (* 1903), deutscher Physiker und Hochschullehrer
- Rust, Heinrich (1678–1757), Lübecker Kaufmann, Ratsherr und Bürgermeister
- Rust, Heinrich (1865–1931), deutscher Architekt
- Rust, Heinrich Christian (1953–2024), deutscher evangelischer Theologe, baptistischer Geistlicher und Buchautor
- Rust, Holger (* 1946), deutscher Soziologe
- Rust, Imke (* 1975), namibische Künstlerin
- Rust, Ingo (* 1978), deutscher Politiker (SPD), Mitglied des Landtages von Baden-Württemberg
- Rust, Jascha (* 1990), deutscher Schauspieler
- Rust, Jes (* 1963), deutscher Paläontologe (Wirbellosen-Paläontologie)
- Rust, Jessica (* 1986), deutsche Schauspielerin und Synchronsprecherin
- Rust, Johann Ludwig Anton (1721–1785), deutscher Jurist, Archivar und Bibliothekar
- Rust, Johann Nepomuk (1775–1840), preußischer Generalchirurg und Ordinarius an der Charité
- Rust, Josef (1907–1997), deutscher Jurist, politischer Beamter und Staatssekretär (CDU)
- Rust, Karl (1891–1960), deutscher Politiker (FDP)
- Rust, Kirt (* 1957), amerikanischer Schlagzeuger
- Rust, Mathias (* 1968), deutscher PrivatpilotMathias Rust (* 1968)

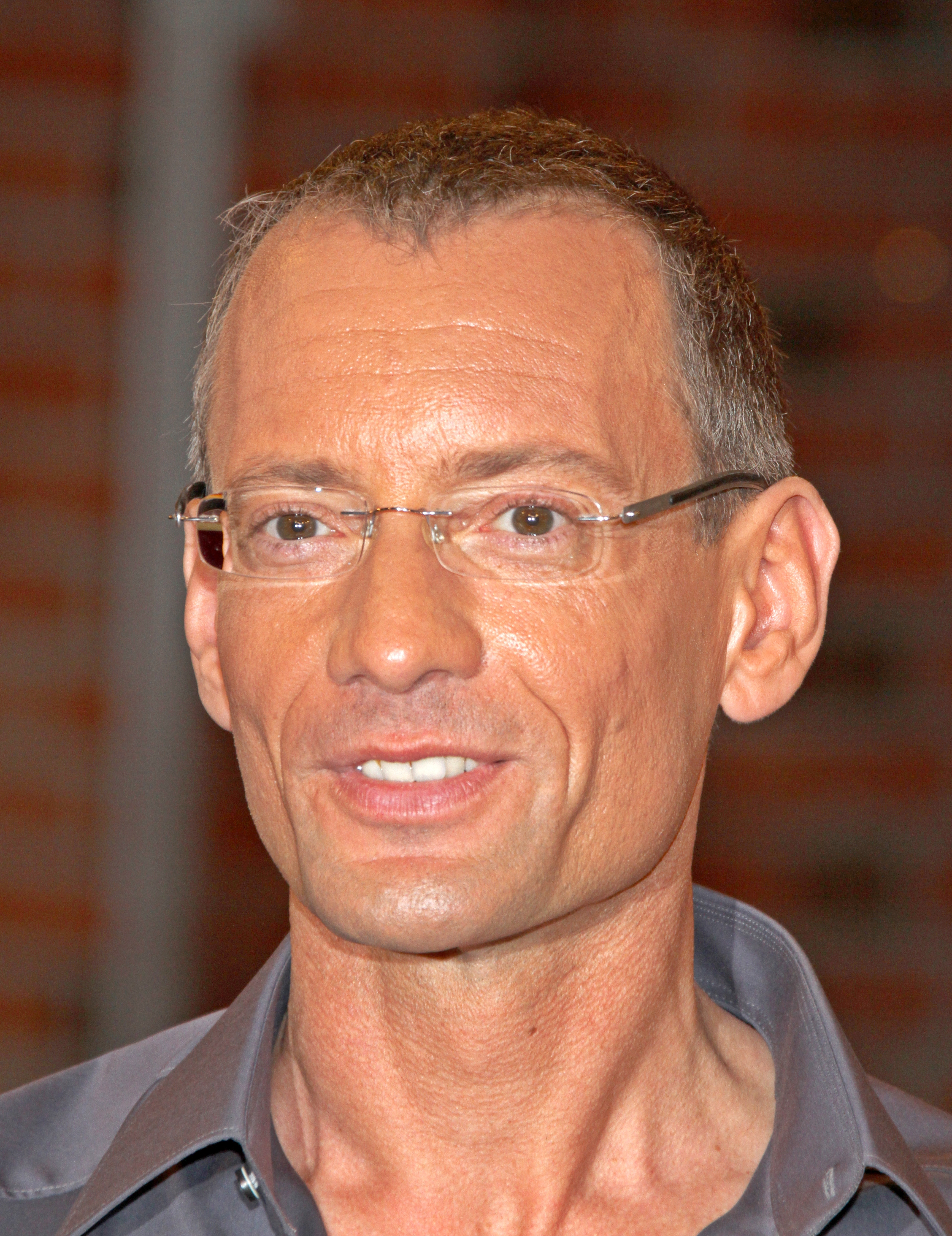
Mathias Rust (* 1968)

- Rust, Moritz August, österreichisch-amerikanischer Mediziner
- Rust, Otto (1861–1942), deutscher Jurist und Generalstaatsanwalt
- Rust, Otto (1871–1945), deutscher römisch-katholischer Priester und Märtyrer
- Rust, Paul (* 1981), US-amerikanischer Komiker und SchauspielerPaul Rust (* 1981)

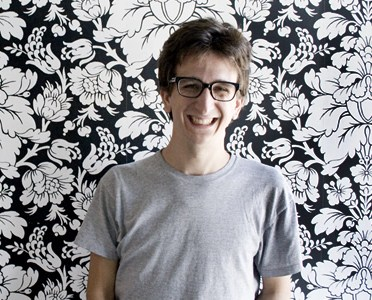
Paul Rust (* 1981)

- Rust, Steffen (* 1967), deutscher Forstwissenschaftler und Hochschullehrer
- Rüst, Thomas (* 1952), Schweizer Journalist
- Rust, Trijntje († 1868), niederländische Tagelöhnerin, Wahrsagerin und Diebin
- Rust, Tyler (* 1987), amerikanischer Wrestler
- Rust, Ursula (* 1955), deutsche Juristin und Hochschullehrerin
- Rust, Uwe (1940–2012), deutscher Geograph, emeritierter Professor für Geographie
- Rust, Werner (1893–1977), deutscher Bibliothekar
- Rust, Wilhelm (1822–1892), deutscher Komponist und Musikwissenschaftler
- Rust, Wilhelm (1863–1957), deutscher Tierarzt
- Rust, Wilhelm Karl (1787–1855), deutscher Pianist und Organist
- Rusta, Emanuela (* 1993), albanische Fußballschiedsrichterin
- Rusta, Irana (* 1954), deutsche Politikerin (SPD), MdA
- Rustad, Clare (* 1983), kanadische Fußballspielerin
- Rustadstuen, Arne (1905–1978), norwegischer Skilangläufer
- Rustamani, Amina Al, Vorstandsvorsitzende in den Vereinigten Arabischen Emiraten
- Rüstəmbəyov, Şəfi bəy (1893–1960), aserbaidschanischer Staatsmann, Jurist, Publizist
- Rustamjonov, Hasanbek (* 2007), usbekischer Hürdenläufer
- Rüstəmli, Nadir (* 1999), aserbaidschanischer Sänger
- Rüstəmov, Məzahir (1960–1992), aserbaidschanischer Offizier und Teilnehmer des Ersten Bergkarabachkrieges
- Rüstəmov, Səid (1907–1983), aserbaidschanischer Komponist, Dirigent und Musikpädagoge
- Rüstəmov, Yusif (1932–2010), aserbaidschanischer Soziologe
- Rustamova, Xosiyat (* 1971), usbekische Schriftstellerin, Übersetzerin und Drehbuchautorin
- Rustamowa, Sebinisso Sanginowna (* 1955), sowjetische Bogenschützin
- Rustaweli, Schota, georgischer Schriftsteller und Finanzminister
- Ruste, Torbjørn (1929–2003), norwegischer Skispringer
- Rusteika, Steponas (1887–1941), litauischer Jurist und Politiker
- Rüstem Pascha († 1561), osmanischer GroßwesirRüstem Pascha († 1561)

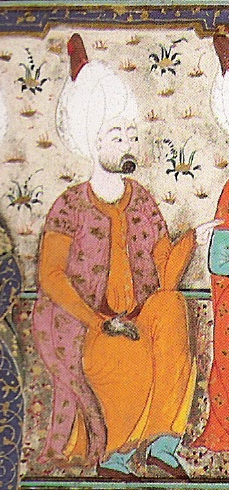
Rüstem Pascha († 1561)

- Rustem, Jan (1762–1835), polnischer Maler armenischer oder griechischer Abstammung
- Rustemagić, Ervin (1952–2025), bosnischer Comicverleger und Rechteverwerter
- Rustemeyer, Dirk (* 1959), deutscher Kulturphilosoph und Bildungstheoretiker
- Rustemeyer, Fritz (1898–1965), deutscher Politiker der SPD
- Rustemeyer, Ruth (* 1949), deutsche Psychologin
- Rustemi, Avni (1895–1924), albanischer Pädagoge, Attentäter und PolitikerAvni Rustemi (1895–1924)

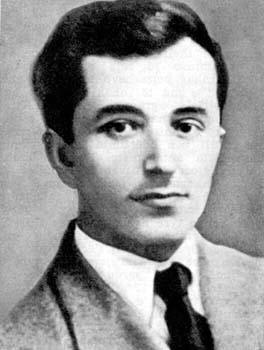
Avni Rustemi (1895–1924)

- Rustemoski, Amel (* 2000), nordmazedonisch-schweizerischer Fussballspieler
- Rustemović, Edin (* 1993), deutsch-bosnischer Fußballspieler
- Rustemow, Alexander (* 1973), russischer Schachgroßmeister
- Rüstemowa, Schanel (* 2004), kasachische Tennisspielerin
- Rusten († 1125), Abt im Kloster St (1108–1125)
- Rusten, Audun (1894–1957), norwegischer Schwimmer und Olympiateilnehmer
- Rusten, Shelly (* 1938), amerikanischer Fotograf (Woodstock-Festival) und Jazzschlagzeuger
- Rustenbach, Robert (1854–1909), deutscher Jurist und Heimatforscher
- Rustenburg, Lies (* 1990), niederländische Ruderin
- Rüster, Emil (1883–1949), deutscher Architekt, Baubeamter und Hochschullehrer
- Ruster, Heinrich (1884–1942), deutscher Schriftsteller und Widerstandskämpfer gegen den Nationalsozialismus
- Ruster, Horst (* 1940), deutscher Radrennfahrer, nationaler Meister im Radsport
- Rüster, Hugo (1872–1962), deutscher Ruderer
- Rüster, Lothar (1930–2010), deutscher Jurist und Hochschullehrer
- Rüster, Mona (1901–1976), deutsche Tischtennisspielerin
- Rüster, Paul (* 1897), deutscher Kaufmann und Botaniker
- Rüster, Roland (* 1961), deutscher Fußballspieler
- Ruster, Thomas (* 1955), deutscher römisch-katholischer Theologe, Hochschullehrer
- Rusterberg, Wilhelm (1926–2002), deutscher Feuerwehrmann und Kommunalpolitiker, Träger des Bundesverdienstkreuzes am Bande
- Rusterholz, Kurt (* 1927), Schweizer Ringer
- Rusterholz, Mathias (* 1971), Schweizer Leichtathlet
- Rusterholz, Peter (1934–2025), Schweizer Germanist
- Rusticelius Felix Afer, Gaius, römischer Koroplast
- Rustichelli, Carlo (1916–2004), italienischer Filmkomponist
- Rustichelli, Dominique (1934–1979), französischer Fußballspieler
- Rustichelli, Paolo (* 1953), italienisch-amerikanischer Pianist, Komponist und Produzent
- Rustichello da Pisa, italienischer Literat, Verfasser von höfischen Romanen und Koautor der Reiseberichte des Marco Polo
- Rustici, Francesco (1592–1625), italienischer Maler
- Rustici, Giovanni Francesco (1474–1554), italienischer Bildhauer
- Rustici, Lorenzo (1521–1572), italienischer Maler und Stuckateur
- Rustici, Vincenzo (1556–1632), italienischer Maler
- Rusticius, spätantiker römischer Politiker und Konsul (464)
- Rustico Filippi, italienischer Dichter
- Rusticucci, Girolamo (1537–1603), italienischer Geistlicher, Bischof von Senigallia und Kardinal der Römischen Kirche
- Rusticus, Bischof von Treviso
- Rustie (* 1983), schottischer Musiker, Musikproduzent und DJ
- Rustige, Edmund (1746–1816), Abt des Klosters Grafschaft
- Rustige, Heinrich von (1810–1900), deutscher Maler
- Rustimo, Rudolph († 1892), österreichischer Kammerdiener afrikanischer HerkunftRudolph Rustimo († 1892)

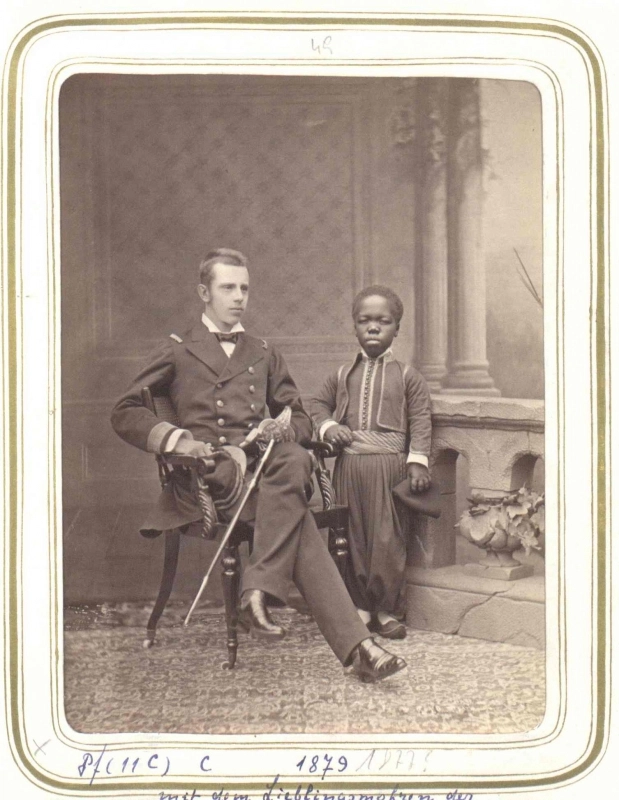
Rudolph Rustimo († 1892)

- Rustin, Bayard (1912–1987), US-amerikanischer Bürgerrechtler
- Rustin, Jean (1928–2013), französischer Maler
- Rustioni, Daniele (* 1983), italienischer Dirigent
- Rustius Nummius Gallus, Titus, römischer Suffektkonsul 34
- Rustler, Reiner (1958–2025), deutscher Fußballspieler
- Rustler-Ourth, Renate (* 1949), österreichische Schauspielerin und Regisseurin
- Rustom, Suad, ägyptischer Fußballspieler
- Ruston, Joseph John (1809–1895), britischer Schiffs- und Maschinenbauer, Reeder
- Rüstow, Alexander (1885–1963), deutscher Philosoph, Sozialwissenschaftler und Volkswirt
- Rüstow, Alexander der Ältere (1824–1866), preußischer Militärschriftsteller
- Rüstow, Cäsar (1826–1866), preußischer Militärschriftsteller
- Rüstow, Dankwart (1924–1996), deutscher Sozialwissenschaftler
- Rüstow, Hanns-Joachim (1900–1994), deutscher Wirtschaftswissenschaftler
- Rustow, Margrit (1925–2014), deutschamerikanische Psychotherapeutin und Zeitzeugin
- Rüstow, Wilhelm (1821–1878), deutscher revolutionärer MilitärschriftstellerWilhelm Rüstow (1821–1878)

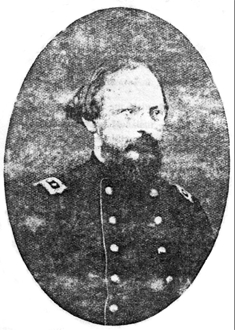
Wilhelm Rüstow (1821–1878)

- Rustrián, Saturnino (1942–2013), guatemaltekischer Radrennfahrer

### Rusu
- Rusu, Alexandru (1884–1963), rumänischer Bischof von Maramureș
- Rusu, Dorin (* 1998), rumänischer Leichtathlet
- Rusu, Emil (* 1946), rumänischer Radrennfahrer
- Rusu, Maria-Magdalena (* 1999), rumänische Ruderin
- Rusu, Nicanor (1910–1990), russisch-rumänisch-moldawischer Romanist und Italianist
- Rusu, Ștefan (* 1956), rumänischer Ringer
- Rusu, Valeriu (1935–2008), rumänischer Romanist, Rumänist und Dialektologe
- Rusudan (1194–1245), Königin von Georgien

### Rusw
- Ruswa, Mirza Muhammad Hadi (1857–1931), Dichter, Autor und Universalgelehrter

### Rusy
- Rusy, Richard (* 1897), sudetendeutscher Kaufmann und Kommunalpolitiker
- Rusydi, Kenji Syed (* 1998), singapurischer Fußballspieler

### Rusz
- Ruszczyc, Barbara (1928–2001), polnische Ägyptologin
- Ruszczyc, Ferdynand (1870–1936), polnischer Maler und Grafiker
- Ruszczyc, Janina (1914–1988), polnische Kunsthistorikerin
- Ruszczyński, Andrzej (* 1951), polnisch-US-amerikanischer Mathematiker
- Rusznica, Ewa, polnische Badmintonspielerin
- Ruszoly, József (1940–2017), ungarischer Rechtshistoriker und Hochschullehrer